# Список журналов РСФСР и Карело-Финской ССР
Список журналов РСФСР и Карело-Финской ССР содержит информацию о журналах, официально издававшихся в советских республиках РСФСР в 1917—1991 годах и КФССР в 1940—1956 годах.
В список не включены:
- Неофициальные (самиздатовские) журналы;
- Журналы, издававшиеся на территории других советских республик, которых входили в состав РСФСР, но позже стали союзными республиками (Казахская ССР, Киргизская ССР, Туркестанская АССР);
- Журналы, издававшиеся в других государствах, территории которых были включены в состав РСФСР;
- Периодические издания, не являющиеся журналами (газеты, бюллетени, сборники, альманахи) согласно летописям Всесоюзной книжной палаты — главного органа государственной библиографии в СССР.

Все названия городов современные.

## Список журналов

### А
| Название                                        | Тип                                            | Ответственный                                                                                     | Город издания   | Издательство                                               | Годы издания | Периодичность                                  | ISSN      | Язык       | Примечание |
| ----------------------------------------------- | ---------------------------------------------- | ------------------------------------------------------------------------------------------------- | --------------- | ---------------------------------------------------------- | ------------ | ---------------------------------------------- | --------- | ---------- | --- |
| Аврора                                          | Молодёжный общ.-полит. и лит.-худож. журнал    | ЦК ВЛКСМ, Союз писателей РСФСР, Ленинградская писательская организация                            | Санкт-Петербург | Лениздат                                                   | 1969—        | 1 раз в месяц                                  | 0320-6858 | русский    | Приложения: нумерованные стенгазеты «Акселерат», «Комический вестник». |
| Авиация и космонавтика                          | Научно-популярный                              | ВВС СССР                                                                                          | Москва          |                                                            | 1918—        | 1 раз в месяц                                  | 0373-9821 | русский    | С 1918 года до 1961 года издавался под названием «Вестник воздушного флота». |
| Автобронетанковый журнал                        | Военно-технический журнал                      | Главное автобронетанковое управление РККА                                                         | Москва          |                                                            | 1931—1940    | 1 раз в месяц                                  |           | русский    | В 1941 объединён с журналом «Техника и вооружение». |
| Автоматика и телемеханика                       | Научный журнал                                 | Институт автоматики и телемеханики                                                                | Москва          | Наука                                                      | 1936—        | 1 раз в месяц                                  | 0005-1179 | русский    | Издавался в США под названием Automation and Remote Control. |
| Автометрия                                      | Научный журнал                                 | Сибирское отделение Академии наук СССР                                                            | Новосибирск     | Наука (сибирское отделение)                                | 1965—        | 1 раз в 2 месяца                               | 0320-7102 | русский    | |
| Агитатор                                        | Политико-просветительный журнал                | ЦК КПСС                                                                                           | Москва          | Правда                                                     | 1923—1989    | 2 раза в месяц                                 | 0320-7161 | русский    | |
| Агитатор Алтая                                  | Политико-просветительный журнал                | Отдел пропаганды и агитации Алтайского крайкома КПСС                                              | Барнаул         | —                                                          | 1943—        | 2 раза в месяц                                 | 0320-8060 | русский    | |
| Агитатор армии и флота                          | Военно-политический журнал                     | ГлавПУ СА и ВМФ                                                                                   | Москва          | —                                                          | 1942—1993    | 2 раза в месяц                                 |           | русский    | |
| Агитатор блокноты рус. Блокнот агитатора        | Политико-просветительный журнал                | Отдел пропаганды и агитации Татарского обкома КПСС                                                | Казань          | Издательство Татарского обкома КПСС                        | 1937—1992    | 2 раза в месяц                                 | 0136-8648 | татарский  | С марта 1937 — «Агитатор блокноты», с 1943 — «Пропагандист хэм агитатор блокноты», с 1944 — «Агитатор блокноты», в 1987—1989 годах — «Агитатор сюзе», с 1990 года — «Офык» («Панорама»). Выходил также на русском языке: «Блокнот агитатора». |
| Агитатор блокноты рус. Блокнот агитатора        | Политико-просветительный журнал                | Отдел пропаганды и агитации Башкирского обкома КПСС                                               | Уфа             | Издательство Башкирского обкома КПСС                       | 1943—        | 2 раза в месяц                                 | 0136-703X | татарский  | Выходил также на русском («Блокнот агитатора») и башкирском («Агитатор блокноты») языках. |
| Агитатор блокноты рус. Блокнот агитатора        | Политико-просветительный журнал                | Отдел пропаганды и агитации Башкирского обкома КПСС                                               | Уфа             | Издательство Башкирского обкома КПСС                       | 1943—        | 2 раза в месяц                                 | 0202-0483 | башкирский | Выходил также на русском («Блокнот агитатора») и татарском («Агитатор блокноты») языках. |
| Агитатор блокночӗ рус. Блокнот агитатора        | Политико-просветительный журнал                | Отдел пропаганды и агитации Чувашского обкома КПСС                                                | Чебоксары       | —                                                          | 1936—1991    | 2 раза в месяц                                 | 0136-717X | чувашский  | Издавался с перерывом (1939—1946), с 1947 дублировался на русском языке («Блокнот агитатора»). В 1990—1991 выходил под названием «Пирĕн сăмах» («Наше слово»).                                                                                |
| Агитатор и политинформатор; ← Блокнот агитатора | Политико-просветительный журнал                | Отдел пропаганды и агитации Куйбышевского обкома КПСС                                             | Самара          | Издательство Куйбышевского обкома КПСС; ← Волжская коммуна | 1941—        | 2 раза в месяц                                 | 0234-2790 | русский    | |
| Агитатор Ставрополья; ← Блокнот агитатора       | Политико-просветительный журнал                | Отдел пропаганды и агитации Ставропольского крайкома КПСС                                         | Ставрополь      | Ставропольская правда                                      | 1946—        | 2 раза в месяц                                 | 0321-0006 | русский    | |
| Агитаторай блокнот рус. Блокнот агитатора       | Политико-просветительный журнал                | Отдел пропаганды и агитации Бурятского обкома КПСС                                                | Улан-Удэ        | —                                                          | 1951—        | 2 раза в месяц                                 | 0136-7048 | бурятский  | Выходил также на русском языке («Блокнот агитатора»); повторял год его издания: с 1942 г. |
| Агитатордын блокноды рус. Блокнот агитатора     | Политико-просветительный журнал                | Отдел пропаганды и агитации Горно-Алтайского обкома КПСС                                          | Горно-Алтайск   | Алтайское книжное издательство (горно-алтайское отделение) | 1948—        | 1 раз в месяц                                  | 0136-7064 | алтайский  | |
| Агитаторнуц блокподу рус. Блокнот агитатора     | Политико-просветительный журнал                | Отдел пропаганды и агитации Тувинского обкома КПСС                                                | Кызыл           | —                                                          | 1975—        | 1 раз в месяц                                  | 0206-4219 | тувинский  | |
| Ағизел рус. Агидель ← Янгэ юл ← рус. Новый путь | Литературный и общественно-политический журнал | Союз писателей Башкирии                                                                           | Уфа             | Издательство Башкирского обкома КПСС                       | 1923—        | 1 раз в месяц                                  | 0207-1827 | башкирский | |
| Азат хатын рус. Освобождённая женщина           | Женский общ.-полит. и лит.-худож. журнал       | —                                                                                                 | Казань          | —                                                          | 1926—        | 1 раз в месяц                                  | 0206-4197 | татарский  | |
| Акустический журнал                             | Научный журнал                                 |                                                                                                   | Москва          | Наука                                                      | 1955—        | 1 раз в месяц                                  | 0320-7919 | русский    | |
| Анестезиология и реаниматология                 | Научно-медицинский журнал                      |                                                                                                   | Москва          | Медицина                                                   | 1956—        | 1 раз в месяц                                  | 0201—7563 | русский    | |
| Антирелигиозник                                 | Антирелигиозный журнал                         | ЦС Союза воинствующих безбожников СССР                                                            | Москва          | ГАИЗ                                                       | 1926—1941    | 1 раз в месяц                                  |           | русский    | |
| Артиллерийский журнал                           | Военный журнал                                 | Главное артиллерийское управление                                                                 | Москва          |                                                            | 1918—1960    | 1 раз в месяц                                  |           | русский    | |
| Архитектура СССР                                | Научно-практический и теоретический журнал     | Госкомитет по гражданскому строительству и архитектуре при Госстрое СССР и Союз архитекторов СССР | Москва          | Стройиздат                                                 | 1933—1992    | 1 раз в 2 месяца; ← 1 раз в месяц              | 0004-1939 | русский    | |
| Архитектура и строительство                     | Архитектурный иллюстрированный журнал          | КДА при СМ СССР и УДА при СМ РСФСР с 1949 — Мингорстрой СССР и УДА при СМ РСФСР                   | Москва          | Стройиздат                                                 | 1946—1951    | 2 раза в месяц (1946) ← 1 раз в месяц (с 1947) |           | русский    | С 1951 года выходил как «Архитектура СССР». |
| Архитектура и строительство Москвы              | Научно-практич. и культ.-просветит. журнал     | Мосгорисполком                                                                                    | Москва          |                                                            | 1952—        | 1 раз в месяц                                  | 0039-2421 | русский    | |
| Атеист                                          | Антирелигиозный журнал                         | Научное общество «Атеист»                                                                         | Москва          | Атеист                                                     | 1922—1930    | 1 раз в месяц                                  |           | русский    | Издание прекращено в связи появлением журнала «Воинствующий атеизм». |

### Б
| Название                                      | Тип                                         | Ответственный                                                   | Город издания            | Издательство                                           | Годы издания | Периодичность                | ISSN      | Язык                | Примечание |
| --------------------------------------------- | ------------------------------------------- | --------------------------------------------------------------- | ------------------------ | ------------------------------------------------------ | ------------ | ---------------------------- | --------- | ------------------- | --- |
| Байгал рус. Байкал                            | Лит.-худож. и общ.-полит. журнал            | Союз писателей Бурятской АССР                                   | Улан-Удэ                 | Бурятское книжное издательство                         | 1947—        | 1 раз в 2 месяца             | 0320-7455 | бурятский           | Выходил также на русском языке: «Байкал». |
| Байкал                                        | Лит.-худож. и общ.-полит. журнал            | Союз писателей Бурятской АССР                                   | Улан-Удэ                 | Бурятское книжное издательство                         | 1949—        | 1 раз в 2 месяца             | 0134-4331 | русский             | Выходил также на бурятском языке: «Байгал»; повторял год его издания: с 1947 г. |
| Башкортостан кызы рус. Дочь Башкирии          | Женский общ.-полит. и лит.-худож. журнал    | Башкирский обком КПСС                                           | Уфа                      | —                                                      | 1968—        | 1 раз в месяц                | 0207-8740 | башкирский          | |
| Башҡортостан уҡытыусыһы рус. Учитель Башкирии | Научно-педагогический и методический журнал | Министерство просвещения Башкирской АССР                        | Уфа                      | Издательство Башкирского обкома КПСС                   | 1920         | 1 раз в месяц                | 0134-336Х | башкирский, русский | |
| Безбожник                                     | Антирелигиозный иллюстр. журнал.            | Центросовет и Мособлсовет Союза воинствующих безбожников        | Москва                   |                                                        | 1925—1941    | 1 раз в месяц                |           | русский             | |
| Безбожник у станка                            | Антирелигиозный сатирический. журнал.       | Мосгорком ВКП(б)                                                | Москва                   |                                                        | 1923—1931    | 1 раз в месяц 2 раза в месяц |           | русский             | |
| Бетон и железобетон                           | Научно-техн. и произв. журнал.              | Госстрой СССР                                                   | Москва                   | Стройиздат                                             | 1955—        | 1 раз в месяц                | 0005-9889 | русский             | |
| Библиотекарь                                  | Научно-метод. и общ.-полит.                 | Микульт СССР, ВЦСПС и Минкульт РСФСР                            | Москва                   | Книга                                                  | 1923—        | 1 раз в месяц                | 0006-1808 | русский             | |
| Биология в школе                              | Научно-методический журнал                  | Министерство просвещения СССР                                   | Москва                   | Педагогика                                             | 1927—        | 1 раз в 2 месяца             | 0320-9660 | русский             | |
| Биология моря                                 | Научный журнал                              | Отделение общей биологии, Дальневосточный научный центр АН СССР | Владивосток              | Наука                                                  | 1975—        | 1 раз в 2 месяца             | 0134-3475 | русский             | |
| Богатства Севера                              |                                             | Северо-Двинский Губернский Совет Народного Хозяйства            | Великий Устюг            |                                                        | 1918—1920    | 1 раз в 2 недели             |           | русский             | |
| Большевистская мысль                          | Политический журнал                         | Архангельский губком РКП(б)                                     | Архангельск              | Государственное Издательство в Архангельске            | 1921—1941    | 1 раз в месяц                |           | русский             | С 1921 — «Коммунист Севера», с 1923 — «Рабочее звено», с 1925 — «Большевистская мысль». |
| Блокнот агитатора                             | Политико-просветительный журнал             | Отдел пропаганды и агитации Амурского обкома КПСС               | Благовещенск             | —                                                      | 1949—        | 2 раза в месяц               | 0320-9741 | русский             | |
| Блокнот агитатора                             | Политико-просветительский журнал            | Отдел пропаганды и агитации Брянского обкома КПСС               | Брянск                   | Брянский рабочий; ← Издательство Брянского обкома КПСС | 1945—        | 2 раза в месяц               | 0320-975X | русский             | |
| Блокнот агитатора                             | Политико-просветительский журнал            | Отдел пропаганды и агитации Северо-Кавказского обкома КПСС      | Владикавказ              | —                                                      | 1945—        | 2 раза в месяц               | 0320-992X | русский             | |
| Блокнот агитатора                             | Политико-просветительский журнал            | Отдел пропаганды и агитации Приморского крайкома КПСС           | Владивосток              | Красное знамя                                          | 1944—        | 2 раза в месяц               | 0320-9768 | русский             | |
| Блокнот агитатора                             | Политико-просветительский журнал            | Отдел пропаганды и агитации Чечено-Ингушского обкома КПСС       | Грозный                  | Грозненский рабочий                                    | 1945—        | 2 раза в месяц               | 0320-9776 | русский             | |
| Блокнот агитатора                             | Политико-просветительский журнал            | Отдел пропаганды и агитации Ивановского обкома КПСС             | Иваново                  | —                                                      | 1947—        | 2 раза в месяц               | 0320-9784 | русский             | |
| Блокнот агитатора                             | Политико-просветительский журнал            | Отдел пропаганды и агитации Татарского обкома КПСС              | Казань                   | Издательство Татарского обкома КПСС                    | 1942—1992    | 2 раза в месяц               | 0320-9806 | русский             | Выходил также на татарском языке: «Агитатор блокноты». С 1942 — «Блокнот пропагандиста и агитатора», с 1944 — «Блокнот агитатора», с 1948 — «Блокнот пропагандиста и агитатора», с 1949 — «Блокнот агитатора», с 1987 — «Слово агитатора», в 1990—1992 годах — «Панорама». |
| Блокнот агитатора                             | Политико-просветительский журнал            | Отдел пропаганды и агитации Калининградского обкома КПСС        | Калининград              | —                                                      | 1949—1988    | 2 раза в месяц               | 0320-9814 | русский             | |
| Блокнот агитатора                             | Политико-просветительский журнал            | Отдел пропаганды и агитации Кемеровского обкома КПСС            | Кемерово                 | —                                                      | 1977—        | 1 раз в месяц                | 0136-7870 | русский             | |
| Блокнот агитатора                             | Политико-просветительский журнал            | Отдел пропаганды и агитации Краснодарского крайкома КПСС        | Краснодар                | —                                                      | 1945—        | 2 раза в месяц               | 0320-9830 | русский             | |
| Блокнот агитатора                             | Политико-просветительский журнал            | Отдел пропаганды и агитации Красноярского крайкома КПСС         | Красноярск               | —                                                      | 1941—        | 2 раза в месяц               | 0320-9849 | русский             | |
| Блокнот агитатора                             | Политико-просветительский журнал            | Отдел пропаганды и агитации Курганского обкома КПСС             | Курган                   | —                                                      | 1945—        | 2 раза в месяц               | 0320-9865 | русский             | |
| Блокнот агитатора                             | Политико-просветительский журнал            | Отдел пропаганды и агитации Кабардино-Балкарского обкома КПСС   | Нальчик                  | Издательство Кабардино-Балкарского обкома КПСС         | 1951—        | 2 раза в месяц               | 0320-9903 | русский             | |
| Блокнот агитатора                             | Политико-просветительский журнал            | —                                                               | Орёл                     | Орловская правда                                       | 1948—        | 2 раза в месяц               | 0320-9946 | русский             | |
| Блокнот агитатора                             | Политико-просветительский журнал            | Отдел пропаганды и агитации Оренбургского обкома КПСС           | Оренбург                 | Южный Урал ← [б. и.]                                   | 1940—        | 2 раза в месяц               | 0320-9938 | русский             | |
| Блокнот агитатора                             | Политико-просветительский журнал            | Отдел пропаганды и агитации Камчатского обкома КПСС             | Петропавловск-Камчатский | Издательство Камчатского обкома КПСС                   | 1972—        | 2 раза в месяц               | 0320-9962 | русский             | |
| Блокнот агитатора                             | Политико-просветительский журнал            | Отдел пропаганды и агитации Ростовского обкома КПСС             | Ростов-на-Дону           | Молот                                                  | 1948—        | 1 раза в декаду              | 0320-9970 | русский             | |
| Блокнот агитатора                             | Политико-просветительский журнал            | Отдел пропаганды и агитации Рязанского обкома КПСС              | Рязань                   | Приокская правда                                       | 1950—        | 2 раза в месяц               | 0320-9989 | русский             | |
| Блокнот агитатора                             | Политико-просветительский журнал            | Отдел пропаганды и агитации Леннградского обкома и горкома КПСС | Санкт-Петербург          | Лениздат                                               | 1942—1991    | 1 раз в декаду               | 0320-9881 | русский             | Предшественник — «Блокнот в помощь докладчику и беседчику» (1940—1942). В 1987 году переименован в «Диалог». |
| Блокнот агитатора                             | Политико-просветительский журнал            | Отдел пропаганды и агитации Мордовского обкома КПСС             | Саранск                  | —                                                      | 1949—        | 2 раза в месяц               | 0320-9997 | русский             | |
| Блокнот агитатора                             | Политико-просветительский журнал            | Отдел пропаганды и агитации Тульского обкома КПСС               | Тула                     | Коммунар                                               | 1947—        | 2 раза в месяц               | 0321-0014 | русский             | |
| Блокнот агитатора                             | Политико-просветительский журнал            | Отдел пропаганды и агитации Тюменского обкома КПСС              | Тюмень                   | —                                                      | 1948—        | 2 раза в месяц               | 0321-0022 | русский             | |
| Блокнот агитатора                             | Политико-просветительский журнал            | Отдел пропаганды и агитации Бурятского обкома КПСС              | Улан-Удэ                 | —                                                      | 1942—        | 2 раза в месяц               | 0321-0030 | русский             | Выходил также на бурятском языке («Агитаторай блокнот»). |
| Блокнот агитатора                             | Политико-просветительский журнал            | Отдел пропаганды и агитации Башкирского обкома КПСС             | Уфа                      | Издательство Башкирского обкома КПСС                   | 1943—        | 2 раза в месяц               | 0321-0049 | русский             | Выходил также на башкирском («Агитатор блокноты») и татарском («Агитатор блокноты») языках. |
| Блокнот агитатора                             | Политико-просветительский журнал            | Отдел пропаганды и агитации Хабаровского крайкома КПСС          | Хабаровск                | Тихоокеанская звезда                                   | 1944—        | 2 раза в месяц               | 0136—7161 | русский             | |
| Блокнот агитатора                             | Политико-просветительский журнал            | Отдел пропаганды и агитации Чувашского обкома КПСС              | Чебоксары                | —                                                      | 1950—        | 2 раза в месяц               | 0321-0065 | русский             | Выходил также на чувашском языке: «Агитатор блокночӗ». |
| Блокнот агитатора                             | Политико-просветительский журнал            | Отдел пропаганды и агитации Читинского обкома КПСС              | Чита                     | Забайкальский рабочий                                  | 1946—        | 2 раза в месяц               | 0321-0073 | русский             | |
| Блокнот агитатора                             | Политико-просветительский журнал            | Отдел пропаганды и агитации Сахалинского обкома КПСС            | Южно-Сахалинск           | Издательство Сахалинского обкома КПСС                  | 1948—        | 2 раза в месяц               | 0321-0081 | русский             | |
| Блокнот агитатора и политинформатора          | Политико-просветительский журнал            | Отдел пропаганды и агитации Костромского обкома КПСС            | Кострома                 | —                                                      | 1946—        | 2 раза в месяц               | 0321-009X | русский             | |
| Блокнот агитатора и политинформатора          | Политико-просветительский журнал            | Отдел пропаганды и агитации Дагестанского обкома КПСС           | Махачкала                | —                                                      | 1945—        | 2 раза в месяц               | 0321-0103 | русский             | |
| Ботанический журнал                           | Научный журнал                              | ВБО при АН СССР                                                 | Санкт-Петербург          | —                                                      | 1916—        | 1 раз в месяц                | 0006-8136 | русский             | Немецкий журнал о моде и шитье, издаваемый с 1950 года. |
| Братский вестник                              | Религиозный журнал                          | Всесоюзный совет евангельских христиан-баптистов                | Москва                   | —                                                      | 1945—        | 1 раз в месяц                |           | русский             | |
| Burda Moden                                   | Модный журнал                               | Aenne Burda и Внешторгиздат                                     | Москва                   | —                                                      | 1987—        | 1 раз в месяц                | 1560-537x | русский             | Немецкий журнал о моде и шитье, издаваемый с 1950 года. |
| Былое                                         | Исторический журнал                         |                                                                 | Москва                   | —                                                      | 1917—1926    | 1 раз в месяц                |           | русский             | Журнал по истории освободительного движения в России. |

### В
| Название                                                          | Тип                                             | Ответственный                                                 | Город издания            | Издательство                                                             | Годы издания    | Периодичность                    | ISSN      | Язык           | Примечание |
| ----------------------------------------------------------------- | ----------------------------------------------- | ------------------------------------------------------------- | ------------------------ | ------------------------------------------------------------------------ | --------------- | -------------------------------- | --------- | -------------- | --- |
| В мире книг                                                       | Критико-библиогр. журнал                        | Министерства культуры СССР и РСФСР Госкомиздат                | Москва                   | Книга                                                                    | 1961—1989       | 1 раз в месяц                    | 0321-0561 | русский        | Начал издаваться взамен журнала «Что читать», поэтому редакция журнала вела его историю с сентября 1936 года. В 1990 году реорганизован в лит.-публицист. журнал «Слово». |
| В мире науки                                                      | Научно-популярный иллюстр. журнал               |                                                               | Москва                   | Мир                                                                      | 1983—           | 1 раз в месяц                    | 0208-0621 | русский        | Русскоязычная версия международного журнала Scientific American. |
| Весёлые картинки                                                  | Детский юмористический журнал                   | ЦК ВЛКСМ                                                      | Москва                   | Молодая гвардия                                                          | 1956—           | 1 раз в месяц                    | 0320-8044 | русский        | |
| Вестник Академии Наук СССР                                        | Научный журнал                                  | Президиум АН СССР                                             | Санкт-Петербург ← Москва |                                                                          | 1931—           | 1 раз в 2 месяца ← 1 раз в месяц |           | русский        | Издавался с марта 1931 года в Ленинграде, в 1935—1991 годах — в Москве, куда переехала АН СССР. Ежемесячно стал выходить после Великой Отечественной войны.               |
| Вестник высшей школы                                              | Научный журнал                                  | Министерство высшего и среднего специального образования СССР | Москва                   | Высшая школа                                                             | 1940—           | 1 раз в месяц                    | 0391-0383 | русский        | |
| Вестник древней истории                                           | Научный журнал                                  | ИИ АН СССР                                                    | Москва                   | Соцэкгиз ← Издат-во АН СССР ← Наука                                      | 1937—           | 1 раз в 3 месяца                 | 0321-0391 | русский        | Научный журнал, посвящённый истории Древнего мира |
| Вестник защиты растений                                           | Научный журнал                                  | ВИЗР                                                          | Пушкин                   |                                                                          | 1939—           | 1 раза в 3 месяца                | 1727-1320 | русский        | |
| Вестник знания                                                    | Научно-популярный иллюстр. журнал               |                                                               | Санкт-Петербург          |                                                                          | 1925—1941       | 2 раза в месяц                   |           | русский        | Преемник дореволюционного журнала с таким же названием (1902—1917). |
| Вестник Коммунистической академии                                 | Научный журнал                                  | Комакадемия                                                   | Москва                   |                                                                          | 1922—1935       | 1 раз в месяц                    |           | русский        | |
| Вестник МГУ                                                       | Научный журнал                                  | МГУ                                                           | Москва                   | Издат-во МГУ                                                             | 1946—           |                                  |           | русский        | Разбит на тематические серии, выпускавшиеся самостоятельно с собственными ISSN, каждая серия выходила 4—6 раз в год.                                                      |
| Вестник Коммунистической академии                                 | Научный журнал                                  | Комакадемия                                                   | Москва                   |                                                                          | 1922—1935       | 1 раз в месяц                    |           | русский        | |
| Вестник офтальмологии                                             | Медицинский научный журнал                      |                                                               | Москва                   | Медицина                                                                 | 1984—           | 1 раз в 2 месяца                 | 0042-465х | русский        | |
| Вестник политической информации                                   | Политико-просветительный журнал                 | Отдел пропаганды и агитации Архангельского обкома КПСС        | Архангельск              | —                                                                        | 1933—1990       | 2 раза в месяц                   | 0320-8125 | русский        | С 1933 по 1967 с перерывами выходил под названием «Блокнот агитатора», с января 1968 года — «Вестник политической информации».                                            |
| Вестник политической информации                                   | Политико-просветительский журнал                | Отдел пропаганды и агитации Коми обкома КПСС                  | Сыктывкар                | —                                                                        | 1974—           | 2 раза в месяц                   | 0320-8133 | русский        | |
| Вестник противовоздушной обороны                                  | Военно-технический журнал                       | Войска ПВО СССР                                               | Москва                   |                                                                          | 1931—1940 1958— | 1 раз в месяц                    |           | русский        | |
| Вестник ЛГУ                                                       | Научный журнал                                  | ЛГУ                                                           | Санкт-Петербург          | Издат-во ЛГУ                                                             | 1946—           |                                  | 1812-9323 | русский        | Разбит на тематические серии, выпускавшиеся самостоятельно с собственными ISSN, каждая серия выходила 4—6 раз в год.                                                      |
| Вестник связи                                                     | Производственно-технический журнал              | Минсвязь СССР и ЦК Профсоюза работников связи                 | Москва                   | Радио и связь                                                            | 1917—           | 1 раз в месяц                    | 0320-8141 | русский        | |
| Вестник хирургии имени И. И. Грекова                              | Медицинский научн.-практич. журнал              | Первый Ленинградский медицинский институт                     | Санкт-Петербург          |                                                                          | 1922—           | 1 раз в 2 месяца                 | 0042-4625 | русский        | Старейший научно-практический хирургический журнал России, издававшийся с 1885 года с перерывами и под разными названиями.                                                |
| Вечерняя средняя школа                                            | Научно-метод. и орг.-педагог. журнал            | Минпрос СССР                                                  | Москва                   | Педагогика                                                               | 1958—           | 1 раз в 2 месяца                 | 0321-0545 | русский        | |
| Вожатый                                                           | Методический и общ.-полит. журнал               | ЦК ВЛКСМ и ЦС ВПО им. В. И. Ленина                            | Москва                   | Молодая гвардия                                                          | 1924—           | 1 раз в месяц                    | 0321-0642 | русский        | |
| Военная мысль                                                     | Военно-теоретический журнал                     | МО СССР                                                       | Москва                   | Красная звезда                                                           | 1918—           | 1 раз в месяц                    | 0236-2058 | русский        | |
| Военно-инженерный журнал                                          | Военно-технический журнал                       | Инженерные войска СССР, МО СССР                               | Москва                   |                                                                          | 1920—1960       | 1 раз в месяц                    |           | русский        | |
| Военно-исторический журнал                                        | Военно-истор. научн.-поп. журнал                | МО СССР                                                       | Москва                   |                                                                          | 1939—1941 1959— | 1 раз в месяц                    | 0321-0626 | русский        | |
| Военно-медицинский журнал                                         | Военно-медицинский теор. и научн.-практ. журнал | ЦВМУ МО СССР                                                  | Москва                   |                                                                          | 1929—           | 1 раз в месяц                    |           | русский        | |
| Военный вестник                                                   | Военный общевойсковой журнал                    | МО СССР                                                       | Москва                   |                                                                          | 1921—           | 1 раз в месяц                    |           | русский        | |
| Военный связист                                                   | Военно-технический журнал                       | Войска связи СССР                                             | Москва                   |                                                                          | 1942—1960       | 1 раз в месяц                    |           | русский        | |
| Советский воин                                                    | Военный общ.-полит. и длит.-худож. журнал       | МО СССР                                                       | Москва                   | Воениздат                                                                | 1919—           | 1 раз в месяц                    | 0134-8140 | русский        | |
| Войвыв кодзув рус. Северная звезда                                | Лит.-худож. и общ.-полит. журнал                | Союз писателей Коми АССР                                      | Сыктывкар                | —                                                                        | 1926—           | 1 раз в месяц                    | 0134-1323 | коми-зырянский | |
| Вокруг света                                                      | Научно-худож. журнал                            | ЦК ВЛКСМ                                                      | Москва                   | Молодая гвардия                                                          | 1861—н. в.      | 1 раз в месяц                    | 0321-0669 | русский        | Тематика: путешествия, приключения, фантастика. Приложение: альманах «Искатель».                                                                                          |
| Волга                                                             | Лит.-худож. и общ.-полит. журнал                | Союз писателей РСФСР и Саратовская писательская организация   | Саратов                  | Приволжское книжное издательство                                         | 1966—           | 1 раз в месяц                    | 0321-0677 | русский        | |
| Вопросы географии Камчатки                                        | Научный журнал                                  | Камч. отдел Геогр. об-ва СССР при АН СССР                     | Петропавловск-Камчатский | Кн. ред. «Камчатской правды» ← Дальиздат, Камчатскоое отд-ние            | 1963—           | 1 раз в год                      |           | русский        | |
| Вопросы истории                                                   | Исторический научный журнал                     | АН СССР                                                       | Москва                   |                                                                          | 1926—           | 1 раз в месяц                    | 0042-8779 | русский        | Под нынешним названием выходит с сентября 1945 года. |
| Вопросы истории естествознания и техники                          | Научный журнал                                  | ИИЕТ РАН                                                      | Москва                   | Наука                                                                    | 1980—           | 1 раз в 3 месяца                 | 0205-9606 | русский        | |
| Вопросы истории КПСС                                              | Историко-политический журнал                    | Институт марксизма-ленинизма при ЦК КПСС                      | Москва                   | Правда                                                                   | 1957—           | 1 раз в месяц                    | 0320-8907 | русский        | |
| Вопросы курортологии, физиотерапии и лечебной физической культуры | Научно-практический журнал                      |                                                               | Москва                   |                                                                          | 1923—           | 1 раз в 2 месяца                 | 0042-8787 | русский        | |
| Вопросы литературы                                                | Критико-литературовед. журнал                   | Союз писателей СССР и ИМЛ им. А. М. Горького АН СССР          | Москва                   | Известия                                                                 | 1957—           | 1 раз в месяц                    | 0042-8795 | русский        | |
| Вопросы медицинской химии                                         | Научно-практический журнал                      |                                                               | Москва                   |                                                                          | 1955—           | 1 раз в 2 месяца                 | 2310-6972 | русский        | |
| Вопросы онкологии                                                 | Научный журнал                                  | АН СССР                                                       | Москва                   |                                                                          | 1955—           | 1 раз в 2 месяца                 | 0507-3758 | русский        | |
| Вопросы психологии                                                | Научный журнал                                  | АПН РСФСР                                                     | Москва                   | Издат-во АПН СССР                                                        | 1955—           | 1 раз в 2 месяца                 | 0042-8841 | русский        | |
| Вопросы философии                                                 | Научно-теоретический журнал                     | Институт философии АН СССР                                    | Москва                   | Наука                                                                    | 1947—           | 1 раз в 2 месяца                 | 0042-8744 | русский        | Преемник журнала «Под знаменем марксизма» (1922—1944). |
| Вопросы экономики                                                 | Научный журнал                                  |                                                               | Москва                   |                                                                          | 1929—1941 1948— | 1 раз в месяц                    | 0042-8736 | русский        | С 1929 по 1941 год издавался под названием «Проблемы экономики» как орган Экономической секции Комакадемии.                                                               |
| Вопросы языкознания                                               | Научный журнал                                  | Институт языкознания АН СССР                                  | Москва                   | Наука                                                                    | 1952—           | 1 раз в 2 месяца                 | 0373-658X | русский        | |
| Воспитание школьников                                             | Научно-методический журнал                      | Министерство просвещения СССР                                 | Москва                   | Педагогика                                                               | 1966—           | 1 раз в 2 месяца                 | 0130-0776 | русский        | |
| Всемирный следопыт                                                | Лит.-худож. журнал                              | Попов В. А.                                                   | Москва                   | Земля и фабрика                                                          | 1925—1931       | 1 раз в месяц                    |           | русский        | Журнал путешествий, приключений и научной фантастики. |
| Вымпел                                                            | Морской методический и общ.-полит. журнал       | Минморфлота СССР                                              | Москва                   | Мортехинформреклама; ← Центральное рекламно-информационное агентство ММФ | 1969—           | 2 раза в месяц                   | 0320-5924 | русский        | |
| Высокомолекулярные соединения                                     | Научный журнал                                  | АН СССР                                                       | Москва                   |                                                                          | 1959—           | 1 раз в месяц                    |           | русский        | |

### Г
| Название                                     | Тип                           | Ответственный                           | Город издания | Издательство                   | Годы издания | Периодичность    | ISSN      | Язык    | Примечание                                                                |
| -------------------------------------------- | ----------------------------- | --------------------------------------- | ------------- | ------------------------------ | ------------ | ---------------- | --------- | ------- | ------------------------------------------------------------------------- |
| Гематология и трансфузиология                | Научный журнал                | АМН СССР                                | Москва        |                                | 1956—        | 1 раз в 3 месяца | 0234-5730 | русский | До 1983 — «Проблемы гематологии и переливания крови».                     |
| География в школе                            | Научно-методический журнал    | Министерство просвещения СССР           | Москва        | Педагогика                     | 1934—        | 1 раз в 2 месяца | 0016-7907 | русский |                                                                           |
| География и природные ресурсы                | Научный журнал                | Институт географии СО АН СССР           | Иркутск       | Издат-во СО АН СССР            | 1980—        | 1 раз в 3 месяца | 0206-1619 | русский |                                                                           |
| Геоморфология и палеогеография               | Научный журнал                | Институт географии АН СССР              | Москва        |                                | 1970—        | 1 раз в 3 месяца | 0435-4281 | русский |                                                                           |
| Геология и геофизика                         | Научный журнал                | СО АН СССР                              | Новосибирск   | Наука                          | 1960—        | 1 раз в месяц    | 0016-7886 | русский |                                                                           |
| Геохимия                                     | Научный журнал                | АН СССР                                 | Москва        | Наука                          | 1956—        | 1 раз в месяц    | 0016-7525 | русский |                                                                           |
| Гигиена труда и профессиональные заболевания | Научный журнал                | Минздрав СССР                           | Москва        |                                | 1923—        | 1 раз в месяц    | 1026-9428 | русский | Основан как «Гигиена труда». В 1957 выпуск возобновлён но новым название. |
| Гидробиологический журнал СССР               | Научный журнал                | Общество исследователей воды и её жизни | Саратов       | Волжская биологическая станция | 1921—1929    | 1 раз в 2 месяца |           | русский |                                                                           |
| Горный журнал                                | Научно-техн. и произв. журнал | Минчермет СССР и Минцветмет СССР        | Москва        |                                | 1922—        | 1 раз в месяц    | 0017-2278 | русский |                                                                           |
| Грудная хирургия                             | Научно-практический журнал    | Минздрав СССР                           | Москва        |                                | 1959—        | 1 раз в месяц    | 0236-2791 | русский |                                                                           |

### Д
| Название                                     | Тип                                       | Ответственный                                                                  | Город издания   | Издательство                                | Годы издания | Периодичность     | ISSN      | Язык          | Примечание |
| -------------------------------------------- | ----------------------------------------- | ------------------------------------------------------------------------------ | --------------- | ------------------------------------------- | ------------ | ----------------- | --------- | ------------- | --- |
| Дагънста хьунул адам рус. Женщина Дагестана  | Женский общ.-полит. и лит.-худож. журнал  | Дагестанский обком КПСС                                                        | Махачкала       | —                                           | 1957—        |                   | 0132-9650 | даргинский    | Выходил также на аварском («МагӀарулай»), кумыкском («Дагъыстанлы къатын»), лакском («Зунттал хъами»), лезгинском («Дагъустандин дишегьли»), русском («Женщина Дагестана»), табасаранском («Дагъустан дишагьли») языках.    |
| Дагъустан дишагьли рус. Женщина Дагестана    | Женский общ.-полит. и лит.-худож. журнал  | Дагестанский обком КПСС                                                        | Махачкала       | —                                           | 1962—        |                   | 0134-4250 | табасаранский | Выходил также на аварском («МагӀарулай»), даргинском («Дагънста хьунул адам»), кумыкском («Дагъыстанлы къатын»), лакском («Зунттал хъами»), лезгинском («Дагъустандин дишегьли»), русском («Женщина Дагестана») языках.     |
| Дагъустандин дишегьли рус. Женщина Дагестана | Женский общ.-полит. и лит.-худож. журнал  | Дагестанский обком КПСС                                                        | Махачкала       | —                                           | 1957—        |                   | 0132-9642 | лезгинский    | Выходил также на аварском («МагӀарулай»), даргинском («Дагънста хьунул адам»), кумыкском («Дагъыстанлы къатын»), лакском («Зунттал хъами»), русском («Женщина Дагестана»), табасаранском («Дагъустан дишагьли») языках.     |
| Дагъыстанлы къатын рус. Женщина Дагестана    | Женский общ.-полит. и лит.-худож. журнал  | Дагестанский обком КПСС                                                        | Махачкала       | —                                           | 1957—        |                   | 0132-9626 | кумыкский     | Выходил также на аварском («МагӀарулай»), даргинском («Дагънста хьунул адам»), лакском («Зунттал хъами»), лезгинском («Дагъустандин дишегьли»), русском («Женщина Дагестана»), табасаранском («Дагъустан дишагьли») языках. |
| Дальний Восток                               | Лит.-худож. и обществ.-полит. журнал      | Союз писателей РСФСР и Хабаровская писательская организация                    | Хабаровск       | Книжное издательство                        | 1933—        | 1 раз в месяц     | 0130-3023 | русский       | |
| Декоративное искусство СССР                  | Худож. журнал                             | Союз художников СССР                                                           | Москва          | Советский художник                          | 1957—        | 1 раз в месяц     | 0130-3031 | русский       | Журнал современной практики, теории и истории монументального и декоративного искусства, художественной промышленности и народного творчества, художественного проектирования и дизайна                                     |
| Демократический журналист                    | Общ.-полит. журнал                        | Международная организация журналистов                                          | Москва          | Известия                                    | 1953—        | 10 раз в год      | 0132-8875 | русский       | Издавался с 1953 года, на русском языке с 1961, № 9. Выходил также в других странах на английском, испанском, французском языках.                                                                                           |
| Детская литература                           | Лит.-критический и библиограф. журнал     | Союз писателей СССР, Госкомиздат СССР, Союз писателей РСФСР, Госкомиздат РСФСР | Москва          | Художественная литература                   | 1932—        | 1 раз в месяц     | 0130-3104 | русский       | Children’s Literature = Kinderliteratur = La literature d’Enfantine |
| Дефектология                                 | Научно-метод. журнал                      | АПН СССР                                                                       | Москва          | Педагогика                                  | 1969—        | 1 раз в 2 месяца  | 0130-3074 | русский       | |
| Дефектоскопия                                | Научный журнал                            | Академия наук СССР                                                             | Екатеринбург    | Наука                                       | 1965—        | 1 раз в месяц     | 0130-3082 | русский       | |
| Диалог                                       | Звуковой общ.-полит. и лит.-худож. журнал | Всероссийское общество слепых                                                  | Москва          | Центральное полиграфическое предприятие ВОС | 1988—        | 1 раз в 2 месяца  |           | русский       | Выходил на аудиокассетах |
| Доклады Академии наук СССР                   | Научный журнал                            | АН СССР                                                                        | Москва          | Наука                                       | 1922—        | 1 раз в месяц     | 0869-5652 | русский       | Выходил в нескольких сериях. |
| Дон; ← Лава                                  | Лит.-худож. и общ.-полит. иллюстр. журнал | Союз писателей РСФСР и Ростовская писательская организация                     | Ростов-на-Дону  | Книжное издательство                        | 1925—        | 1 раз в месяц     | 0130-3562 | русский       | |
| Дошкольное воспитание                        | Методический журнал                       | Министерство просвещения РСФСР                                                 | Москва          | Просвещение                                 | 1928—        | 1 раз в месяц     | 0012-561X | русский       | |
| Древняя и Новая Романия                      | Научный журнал                            | ЛГУ                                                                            | Санкт-Петербург | Издат-во ЛГУ                                | 1974—        | 1 раз в 6 месяцев | 0202-2502 | русский       | |
| Дружба                                       | Лит.-худож. и общ.-полит. иллюстр. журнал | ЦК ВЛКСМ и ЦК ДКСМ                                                             | Москва, София   | —                                           | 1972—        | 1 раз в 2 месяца  | 0320-1031 | русский       | Выходил также на болгарском языке в Софии |
| Дружба народов                               | Лит.-худож. и общ.-полит.                 | Союз писателей СССР                                                            | Москва          | Известия                                    | 1939—        | 1 раз в месяц     | 0012-6756 | русский       | |

### Е
| Название                  | Тип                        | Ответственный                               | Город издания   | Издательство           | Годы издания | Периодичность       | ISSN | Язык    | Примечание |
| ------------------------- | -------------------------- | ------------------------------------------- | --------------- | ---------------------- | ------------ | ------------------- | ---- | ------- | --- |
| Еврейская старина         | Научно-исторический журнал | Еврейское историко-этнографическое общество | Санкт-Петербург |                        | 1909—1930    | 1 раз в квартал     |      | русский | |
| Ёж                        | Детский журнал             | ЦБ юных пионеров и Главсоцвос в Ленинграде  | Санкт-Петербург | Детский отдел Ленгиза  | 1928—1935    | 1 или 2 раз в месяц |      | русский | Журнал для школьников пионерского возраста с приложением для дошкольников. |
| Естествознание и марксизм | Научно-философский журнал  | Комакадемия                                 | Москва          | Партийное издательство | 1929—1933    | 1 раз в месяц       |      | русский | В 1929—1930 — орган Секции естественных и точных наук Комакадемии. В 1931—1932 — «За марксистско-ленинское естествознание», орган Ассоциации институтов естествознания Комакадемии. |

### Ж
| Название                                                     | Тип                                      | Ответственный                                    | Город издания   | Издательство                 | Годы издания    | Периодичность    | ISSN      | Язык    | Примечание |
| ------------------------------------------------------------ | ---------------------------------------- | ------------------------------------------------ | --------------- | ---------------------------- | --------------- | ---------------- | --------- | ------- | --- |
| Женщина Дагестана                                            | Женский общ.-полит. и лит.-худож. журнал | Дагестанский обком КПСС                          | Махачкала       | —                            | 1973—           | 1 раз в 2 месяца | 0132-7321 | русский | Выходил также на аварском («МагӀарулай»), даргинском («Дагънста хьунул адам»), кумыкском («Дагъыстанлы къатын»), лакском («Зунттал хъами»), лезгинском («Дагъустандин дишегьли»), табасаранском («Дагъустан дишагьли») языках. |
| Женщины мира                                                 | Женский общ.-полит. журнал               | Международная демократическая федерация женщин   | Москва          | Прогресс                     | 1958—           | 1 раз в квартал  | 0044-4456 | русский | Повторял год издания журнала выходящего на немецком языке с 1947 года. Выходил также в других странах странах на английском, арабском, испанском, немецком и французском языках.                                               |
| Жизнь искусства                                              | Театральный лит.-худож. журнал           | Ленинградское облоно                             | Санкт-Петербург |                              | 1923—1929       | 1 раз в неделю   |           | русский | Преемник одноимённой ежедневной театральной газеты (1918—1922). В 1930 году реорганизован в журнал «Рабочий и театр». |
| Журнал мод                                                   | Иллюстр. журнал                          | ВИАЛЕГПРОМ                                       | Москва          | —                            | 1945—           | 1 раз в квартал  | 0321-1576 | русский | Иллюстрированный журнал направления моды и культуры одежды Министерства лёгкой промышленности СССР. Приложение: вкладка-выкройка.                                                                                              |
| Журнал акушерства и женских болезней                         | Научный журнал                           | Акушерско-гинекологическое общество в Ленинграде | Санкт-Петербург | Практическая медицина        | 1887—1935       | 1 раз в месяц    |           | русский | |
| Журнал аналитической химии                                   | Научный журнал                           | АН СССР                                          | Москва          | Наука                        | 1946—           | 1 раз в месяц    | 0044-4502 | русский | |
| Журнал Всесоюзного химического общества им. Д. И. Менделеева | Научный журнал                           | АН СССР и ВХО им. Д. И. Менделеева               | Москва          | Наука                        | 1956—           | 1 раз в 2 месяца | 0373-0247 | русский | |
| Журнал вычислительной математики и математической физики     | Научный журнал                           | АН СССР                                          | Москва          | Наука                        | 1961—           | 1 раз в месяц    | 0044-4669 | русский | |
| Журнал микробиологии, эпидемиологии и иммунобиологии         | Научный журнал                           | АН СССР                                          | Москва          | Наука                        | 1924—           | 1 раз в месяц    | 0372-9311 | русский | |
| Журнал Московской Патриархии                                 | Православный официальный журнал          | МП РПЦ                                           | Москва          | Изд-во Московской Патриархии | 1931—1935 1943— | 1 раз в 2 месяца | 0132-862X | русский | |
| Журнал научной и прикладной фотографии и кинематографии      | Научный журнал                           | АН СССР                                          | Москва          | Наука                        | 1956—           | 1 раз в 2 месяца | 0044-4561 | русский | |
| Журнал неорганической химии                                  | Научный журнал                           | АН СССР                                          | Москва          | Наука                        | 1956—           | 1 раз в месяц    | 0044-457Х | русский | Создан в результате объединения журналов «Известия Института физико-химического анализа» и «Известия Института по изучению платины и других благородных металлов».                                                             |
| Журнал общей химии                                           | Научный журнал                           | АН СССР                                          | Санкт-Петербург | Наука                        | 1931—           | 1 раз в месяц    | 0044-460X | русский | Преемник «Журнала РФХО». |
| Журнал органической химии                                    | Научный журнал                           | АН СССР                                          | Москва          | Наука                        | 1965—           | 1 раз в месяц    | 0514-7492 | русский | |
| Журнал прикладной механики и технической физики              | Научный журнал                           | СО АН СССР                                       | Новосибирск     | Наука (сибирское отделение)  | 1960—           | 1 раз в 2 месяца | 0044-4626 | русский | |
| Журнал прикладной химии                                      | Научный журнал                           | АН СССР                                          | Санкт-Петербург | Наука                        | 1928—           | 1 раз в месяц    | 0044-4618 | русский | |
| Журнал Русского физико-химического общества                  | Научный журнал                           | РФХО                                             | Санкт-Петербург | Наука                        | 1869—1930       | 1 раз в месяц    |           | русский | В 1930 году РФХО упразднено, а журнал перешёл в ведение АН СССР и разделён на «Журнал общей химии» и «Журнал экспериментальной и теоретической физики».                                                                        |
| Журнал структурной химии                                     | Научный журнал                           | СО АН СССР                                       | Новосибирск     | Наука (сибирское отделение)  | 1960—           | 1 раз в 2 месяца | 0136-7463 | русский | |
| Журнал технической физики                                    | Научный журнал                           | Отделение общей физики и астрономии АН СССР      | Москва          | Наука                        | 1931—           | 1 раз в месяц    | 0044-4642 | русский | Создан в результате слияния «Журнала прикладной физики» и журнала «Физика и производство». С 1956 выходит в США на английском языке.                                                                                           |
| Журнал физической химии                                      | Научный журнал                           | АН СССР                                          | Москва          | Наука                        | 1930—           | 1 раз в месяц    | 0044-4537 | русский | |
| Журнал экспериментальной и теоретической физики              | Научный журнал                           | АН СССР                                          | Москва          | Наука                        | 1931—           | 1 раз в месяц    | 0044-4510 | русский | Преемник «Журнала РФХО». |
| Журналист                                                    | Общ.-полит. журнал                       | Газета «Правда» и Союз журналистов СССР          | Москва          | Правда                       | 1920—           | 1 раз в 2 месяца | 0130-3589 | русский | |

### З
| Название                                                           | Тип                                                 | Ответственный                                                                                  | Город издания   | Издательство                                        | Годы издания | Периодичность    | ISSN      | Язык    | Примечание |
| ------------------------------------------------------------------ | --------------------------------------------------- | ---------------------------------------------------------------------------------------------- | --------------- | --------------------------------------------------- | ------------ | ---------------- | --------- | ------- | --- |
| За рулём                                                           | Научно-популяр. и спортивный журнал                 | ДОСААФ СССР                                                                                    | Москва          | Издательство ДОСААФ                                 | 1928—        | 1 раз в месяц    | 0321-4249 | русский | |
| Заводская лаборатория                                              | Научно-техн. журнал                                 | Минчермет СССР и Центральное правление НТО чёрной металлургии                                  | Москва          | Металлургия                                         | 1932—        | 1 раз в месяц    | 0321-4265 | русский | Научно-технический журнал по аналитической химии, физическим, математическим и механическим методам исследований материалов |
| Закупки сельскохозяйственных продуктов; ← Информационный бюллетень | Теоретический и произв.-эконом. журнал              | Министерство заготовок СССР                                                                    | Москва          | Агропромиздат; ← [б. и.]                            | 1927—        | 1 раз в месяц    | 0130-1357 | русский | |
| Записки по гидрографии                                             | Научно-техн. журнал                                 | Гидрографическое управление ВМФ СССР ← Главное управление навигации и океанографии МО СССР     | Москва          |                                                     | 1917—        | 1 раз в месяц    |           | русский | |
| Зарубежное военное обозрение                                       | Военно-практический журнал                          | Министерство обороны СССР                                                                      | Москва          | Красная звезда                                      | 1921—        | 1 раз в месяц    | 0134-921Х | русский | |
| Затейник                                                           | Детский журнал                                      | ЦБ ЮП, ЦК ВЛКСМ и Наркомпрос                                                                   | Москва          |                                                     | 1921—1953    | 1 раз в месяц    |           | русский | |
| Защита и карантин растений                                         | Научно-произв. журнал                               | Минсельхоз СССР                                                                                | Москва          |                                                     | 1956—        | 1 раз в месяц    | 1026-8634 | русский | |
| Звезда                                                             | Лит.-худож. и общ.-полит. журнал                    | Союз писателей СССР                                                                            | Санкт-Петербург | Художественная литература (ленинградское отделение) | 1924—        | 1 раз в месяц    | 0321-1878 | русский | |
| Здоровье                                                           | Научно-популярный журнал                            | Министерства здравоохранения СССР и РСФСР                                                      | Москва          | Правда                                              | 1955—н. в.   | 1 раз в месяц    | 0044-1945 | русский | |
| Здравоохранение Российской Федерации                               | Научный журнал                                      | Минздрав РСФСР                                                                                 | Москва          | Медицина                                            | 1957—        | 1 раз в месяц    | 0044-197X | русский | |
| Земля и Вселенная                                                  | Научно-популярный журнал                            | Секция физико-технических и математических наук, Секция наук о Земле Президиума АН СССР и ВАГО | Москва          | Наука                                               | 1965—        | 1 раз в 2 месяца | 0044-3948 | русский | Астрономия. Геофизика. Исследования космического пространства |
| Земля сибирская, дальневосточная                                   | Научно-произв. журнал                               | Министерство сельского хозяйства РСФСР                                                         | Омск            | —                                                   | 1956—        | 1 раз в месяц    | 0130-1586 | русский | Издавался для Сибири и Дальнего Востока |
| Знаменосец                                                         | Военный иллюстр. журнал                             | МО СССР                                                                                        | Москва          |                                                     | 1960—        | 1 раз в месяц    |           | русский | Ежемесячный иллюстрированный журнал МО СССР для солдат, матросов, сержантов, старшин, прапорщиков и мичманов вооружённых сил СССР. До 1974 года назывался «Старшина-сержант».                                                      |
| Знамя                                                              | Лит.-худож. и общ.-полит. журнал                    | Союз писателей СССР                                                                            | Москва          | Правда                                              | 1931—        | 1 раз в месяц    | 0130-1616 | русский | |
| Знание — сила                                                      | Научно-популяр. и научно-худож. журнал для молодёжи | Всесоюзное общество «Знание»                                                                   | Москва          | Знание                                              | 1926—        | 1 раз в месяц    | 0130-1640 | русский | |
| Зоологический журнал                                               | Научный журнал                                      | АН СССР                                                                                        | Москва          | Наука                                               | 1916—        | 1 раз в месяц    | 0044-5134 | русский | |
| Зунттал хъами рус. Горянка                                         | Женский общ.-полит. и лит.-худож. журнал            | Дагестанский обком КПСС                                                                        | Махачкала       | —                                                   | 1957—        | 1 раз в 2 месяца | 0132-9634 | лакский | Выходил также на аварском («МагӀарулай»), даргинском («Дагънста хьунул адам»), кумыкском («Дагъыстанлы къатын»), лезгинском («Дагъустандин дишегьли»), русском («Женщина Дагестана»), табасаранском («Дагъустан дишагьли») языках. |

### И
| Название                                                                                  | Тип                                                                    | Ответственный                                                                | Город издания      | Издательство                | Годы издания    | Периодичность               | ISSN                          | Язык    | Примечание                                                                                               |
| ----------------------------------------------------------------------------------------- | ---------------------------------------------------------------------- | ---------------------------------------------------------------------------- | ------------------ | --------------------------- | --------------- | --------------------------- | ----------------------------- | ------- | --- |
| Известия Академии наук СССР                                                               | Научный журнал                                                         | АН СССР                                                                      | Москва             | Наука                       | 1926—           | 1 раз в месяц               |                               | русский | Преемник журнала «Извѣстія Императорской Академіи Наукъ». Выходил несколькими сериями.                   |
| Известия Академии наук СССР. Серия геологическая                                          | Научный журнал                                                         | АН СССР                                                                      | Москва             | Наука                       | 1936—           | 1 раз в месяц               |                               | русский | |
| Известия Академии наук СССР. Серия математическая                                         | Научный журнал                                                         | АН СССР                                                                      | Москва             | Наука                       | 1937—           | 1 раз в 2 месяца            | 1607-0046                     | русский | С 1967 по 1991 год выходил на англ. яз. под названием Mathematics of the USSR. Izvestiya.                |
| Известия Академии наук СССР. Серия физическая                                             | Научный журнал                                                         | АН СССР                                                                      | Москва             | Наука                       | 1936—           | 1 раз в месяц               | 0367-6765                     | русский | С 1973 года выходил на англ. яз. под названием Bulletin of the Academy of Sciences of the USSR: Physics. |
| Известия Академии наук СССР. Серия литературы и языка                                     | Научный журнал                                                         | АН СССР                                                                      | Москва             | Наука                       | 1940—           | 1 раз в месяц               | 1605-7880                     | русский | |
| Известия Всесоюзного географического общества                                             | Научный журнал                                                         | Всесоюзное географическое общество                                           | Москва             | Наука                       | 1865—           | 1 раз в 2 месяца            | 0869-6071                     | русский | Начал выходить под названием «Известия Императорского Русского географического общества».                |
| Известия высших учебных заведений. Северо-Кавказский регион                               | Научный журнал                                                         | СКНЦ ВШ                                                                      | Ростов-на-Дону     |                             | 1972—           | 1 раз в 3 месяца            | 2687-0770 1026-2237 1560-3644 | русский | Выходит в трёх сериях: «Общественные науки», «Естественные науки» и «Технические науки».                 |
| Известия высших учебных заведений. Строительство и архитектура                            | Научно-теоретический журнал                                            | НИСИ им. В. В. Куйбышева                                                     | Новосибирск        |                             | 1958—1991       |                             |                               | русский | С 10 номера 1991 — «Известия вузов. Строительство».                                                      |
| Известия высших учебных заведений. Чёрная металлургия                                     | Научно-техн. и произв. журнал                                          | МИСиС и СМИ им. Орджоникидзе                                                 | Москва Новокузнецк | МИСиС                       | 1958—           | 1 раз в месяц               | 0363-0797                     | русский | Издавался на английском языке (Steel in Translation).                                                    |
| Известия Сибирского отделения Академии наук СССР                                          | Научный журнал                                                         | СО АН СССР                                                                   | Новосибирск        | Наука (сибирское отделение) | 1957—           | 18 раз в год ← 15 раз в год | 0134-2428                     | русский | |
| Известия Сибирского отделения Академии наук СССР. Серия биологических наук                | Научный журнал                                                         | СО АН СССР                                                                   | Новосибирск        | Наука (сибирское отделение) | 1963—           | 3 раза в год                | 0568-6547                     | русский | |
| Известия Сибирского отделения Академии наук СССР. Серия истории, филологии и философии    | Научный журнал                                                         | СО АН СССР                                                                   | Новосибирск        | Наука (сибирское отделение) | 1963—           | 1 раза в 3 месяца           | 0233-7592                     | русский | С 1963 по 1984 — «Известия СО АН СССР. Серия общественных наук».                                         |
| Известия Сибирского отделения Академии наук СССР. Серия общественных наук                 | Научный журнал                                                         | СО АН СССР                                                                   | Новосибирск        | Наука (сибирское отделение) | 1963—1983       | 3 раза в год                | 0130-1748                     | русский | |
| Известия Сибирского отделения Академии наук СССР. Серия технических наук                  | Научный журнал                                                         | СО АН СССР                                                                   | Новосибирск        | Наука (сибирское отделение) | 1963—           | 3 раза в год                | 0002-3434                     | русский | |
| Известия Сибирского отделения Академии наук СССР. Серия химических наук                   | Научный журнал                                                         | СО АН СССР                                                                   | Новосибирск        | Наука (сибирское отделение) | 1963—           | 2 раза в месяц              | 0002-3426                     | русский | |
| Известия Сибирского отделения Академии наук СССР. Серия экономики и прикладной социологии | Научный журнал                                                         | СО АН СССР                                                                   | Новосибирск        | Наука (сибирское отделение) | 1984—           | 3 раза в год                | 0233-7606                     | русский | |
| Известия физической культуры                                                              | Спорт. иллюстр. журнал                                                 | ВСФК                                                                         | Москва             |                             | 1924—1928       | 2 раза в месяц              |                               | русский | Заменён журналом «ФиС».                                                                                  |
| Изобретатель и рационализатор                                                             | Научно-популярный иллюстр. журнал                                      | ЦС ВОИР                                                                      | Москва             | Профиздат                   | 1929—           | 1 раз в месяц               | 0130-1802                     | русский | |
| Иллюстрированная газета                                                                   | Военно-полит. иллюстр. журнал                                          | ГлавПУ СА и ВМФ                                                              | Москва             |                             | 1938—1960       | 2 раза в месяц              |                               | русский | Несмотря на название, по типу издание относится скорее к журналам, нежели к газетам.                     |
| Иммунология                                                                               | Научный журнал                                                         | АН СССР                                                                      | Москва             |                             | 1980—           | 1 раз в 2 месяца            | 0206-4952                     | русский | |
| Иностранная литература                                                                    | Лит.-худож. и общ.-полит. журнал                                       | Союз писателей СССР                                                          | Москва             | Известия                    | 1955—           | 1 раз в месяц               | 0130-6545                     | русский | Преемник журнала «Интернациональная литература» (1933—1943).                                             |
| Иностранные языки в школе                                                                 | Методический журнал                                                    | Министерство просвещения РСФСР                                               | Москва             | Просвещение                 | 1934—           | 1 раз в 2 месяца            | 0130-6073                     | русский | |
| Интернациональная литература                                                              | Лит.-худож. и общ.-полит. журнал                                       | Союз писателей СССР                                                          | Москва             | Гослитиздат                 | 1933—1943       | 1 раз в месяц               |                               | русский | Выходил на русском, французском, английском и немецком языках.                                           |
| Искорка                                                                                   | Детский журнал                                                         | Ленинградский обком и горком ВЛКСМ, Ленинградский совет ВПО им. В. И. Ленина | Санкт-Петербург    | —                           | 1957—           | 1 раз в месяц               | 0130-6375                     | русский | Ежемесячное приложение к газете «Ленинские искры», органа Ленинградского обкома и горкома ВЛКСМ          |
| Искорка фин. Kipinä                                                                       | Детский иллюстр. лит.-худож. журнал                                    | Периодика                                                                    | Петрозаводск       | Периодика                   | 1932—1934 1986— | 1 раз в 3 месяца            | 0235-134X                     | финский | Издавался в Ленинграде два раза в месяц, с 1986 года в Петрозаводске.                                    |
| Искусство                                                                                 | Худож. журнал об истории, теории и практике изобразительного искусства | Минкульт СССР, Союз художников СССР, Академия художеств СССР                 | Москва             | Искусство                   | 1933—           | 1 раз в месяц               | 0130-2523                     | русский | |
| Искусство кино англ. Cinema Art                                                           | Киножурнал                                                             | Госкино СССР и Союз кинематографистов СССР                                   | Москва             | —                           | 1931—           | 1 раз в месяц               | 0130-6405                     | русский | |
| Историк-марксист                                                                          | Исторический научный журнал                                            | Институт истории Комакадемии ИИ АН СССР                                      | Москва             |                             | 1926—1941       | 1 раз в месяц               |                               | русский | Объединён с «Историческим журналом».                                                                     |
| Историко-философский ежегодник                                                            | Исторический научный журнал                                            | ИФ АН СССР                                                                   | Москва             |                             | 1986            | 1 раз в месяц               | 0134–8655                     | русский | |
| Исторические записки                                                                      | Исторический научный журнал                                            | ИИ АН СССР ИИ СССР                                                           | Москва             |                             | 1937            | 1 раз в месяц               |                               | русский | |
| Исторический журнал                                                                       | Историч. научно-поп. журнал                                            | Общество историков-марксистов                                                | Москва             | Правда                      | 1931—1941       | 1 раз в месяц               |                               | русский | Объединён с журналом «Историк-марксист».                                                                 |
| История СССР                                                                              | Научный журнал                                                         | Институт истории АН СССР                                                     | Москва             | Наука                       | 1957—           | 1 раз в 2 месяца            | 0869-5687                     | русский | |

### К
| Название                                        | Тип                                                                               | Ответственный                                                                                                | Город издания   | Издательство                        | Годы издания               | Периодичность    | ISSN                                 | Язык       | Примечание |
| ----------------------------------------------- | --------------------------------------------------------------------------------- | --- | --------------- | ----------------------------------- | -------------------------- | ---------------- | ------------------------------------ | ---------- | --- |
| К новой жизни                                   | Ежемесячный журнал для работников исправительно-трудовых учреждений               | МВД СССР | Москва          |                                     | 1960-1980 (приблизительно) | 1 раз в месяц    |                                      | русский    | |
| Punalippu рус. Красное знамя                    | Лит.-худож. и общ.-полит. журнал                                                  | Союз писателей Карельской АССР                                                                               | Петрозаводск    | Карелия                             | 1928—                      | 1 раз в месяц    | 0206-4235                            | финский    | |
| Казан утлары рус. Огни Казани                   | Лит.-худож. и общ.-полит. журнал                                                  | Союз писателей Татарии                                                                                       | Казань          | Издательство Татарского обкома КПСС | 1922—                      | 1 раз в месяц    | 0206-4189                            | татарский  | |
| Казанский медицинский журнал                    | Научно-практический журнал для врачей                                             | Минздрав Татарской АССР и Совет научных медицинских обществ                                                  | Казань          | Издательство Татарского обкома КПСС | 1901—                      | 1 раз в 2 месяца | 0368-4814                            | русский    | |
| Капкӑн рус. Капкан                              | Сатирич. лит.-худож. иллюстр. журнал                                              | — | Чебоксары       | Издательство Чувашского обкома КПСС | 1925—                      | 2 раза в месяц   | 0206-4278                            | чувашский  | Начал издаваться на чувашском языке как бесплатное приложение к газете «Канаш». С 1925 по 1940 годы выходил нерегулярно. Возобновлено издание как отдельного журнала в 1956 году.                                             |
| Кард рус. Соколёнок                             | Детский журнал                                                                    | Союз писателей и Обком ВЛКСМ Дагестана                                                                       | Махачкала       | Дагестанское книжное издательство   | 1980—                      | 1 раз в месяц    | 0206-7978                            | лезгинский | Выходил также на аварском («Лачен»), даргинском («Лачин»), кумыкском («Къарчыгъа»), лакском («ЧӀавалачин») языках. |
| Катера и яхты                                   | Научно-популяр. и спортивно-метод. журнал                                         | Спорткомитет СССР и НТО нм. академика А. Н. Крылова                                                          | Санкт-Петербург | Судостроение                        | 1963—                      | 1 раз в 2 месяца | 0320-9199                            | русский    | В 1963—1981 годах выходил как сборник. |
| Каторга и ссылка                                | Историко-реыолюционный журнал                                                     | ОБПКиС | Москва          |                                     | 1921—1935                  | 1 раз в месяц    |                                      | русский    | |
| Квант                                           | Научно-популяр. физико-матем. журнал                                              | АН СССР и АПН СССР                                                                                           | Москва          | Наука                               | 1970—                      | 1 раз в месяц    | 0130-2221                            | русский    | |
| Киномеханик                                     | Технический массовый журнал                                                       | Госкино СССР                                                                                                 | Москва          | Союзинформкино; ← Искусство         | 1937—                      | 1 раз в месяц    | 0023-1681                            | русский    | |
| Клуб и художественная самодеятельность          | Общ.-полит. и научно-метод. журнал                                                | ВЦСПС и Министерство культуры СССР                                                                           | Москва          | Профиздат                           | 1951—                      | 2 раза в месяц   | 0023-219X                            | русский    | Приложения: 2 грампластинки, ежемесячная нумерованная газета «На досуге» (до 1984 — «Мир увлечений»; без ISSN). |
| Колобок                                         | Детский журнал с пластинками                                                      | Гостелерадио                                                                                                 | Москва          | —                                   | 1969—                      | 1 раз в месяц    | 0130-2353                            | русский    | Ежемесячное детское приложение к журналу «Кругозор». |
| Колхозник                                       | Лит.-полит. и научн.-популярн. журнал                                             | Крестьянская газета                                                                                          | Москва          | Крестьянская газета                 | 1934—1939                  | 1 раз в месяц    |                                      | русский    | |
| Комсомольская жизнь ← Известия ЦК РКСМ          | Общ.-полит. информ. журнал                                                        | ЦК ВЛКСМ | Москва          | Молодая гвардия                     | 1920—                      | 2 раза в месяц   | 0130-2469                            | русский    | |
| Коммерческий вестник                            | Массовый иллюстр., рекламно-информ. и научно-произв. журнал                       | Междуведомственный совет по изучению спроса населения на товары народного потребления при Минторге СССР      | Москва          | Экономика                           | 1972—                      | 2 раза в месяц   | 0201-7288                            | русский    | |
| Коммунист                                       | Теоретический и полит. журнал                                                     | ЦК КПСС | Москва          | Правда                              | 1924—                      | 18 раз в год     | 0131-1212                            | русский    | |
| Коммунист Вооружённых Сил                       | Военно-полит. журнал                                                              | ГлавПУР СА и ВМФ                                                                                             | Москва          |                                     | 1920—                      | 1 раз в месяц    |                                      | русский    | |
| Коммунистка                                     | Женский полит. журнал                                                             | Женотдел | Москва          |                                     | 1920—1930                  | 1 раз в месяц    |                                      | русский    | Созданный Инессой Арманд и Александрой Коллонтай. |
| Коммунист Татарии                               | Полит. и теоретический журнал                                                     | Татарский обком КПСС                                                                                         | Казань          | Издательство Татарского обкома КПСС | 1920—                      | 1 раз в месяц    | 0130-2418                            | русский    | Выходил также на татарском языке: «Татарстан коммунисты». |
| Коневодство и конный спорт                      | Научно-произв. и спорт.-метод. журнал                                             | Московский государственный ипподром Наркомзема СССР Главное управление коневодства и коннозаводства МСХ СССР | Москва          |                                     | 1928—                      | 1 раз в 2 месяца | 0023-3285                            | русский    | Преемник дореволюционного «Журнал коннозаводства» (1842—1918). |
| Координационная химия                           | Научный журнал                                                                    | АН СССР | Москва          | Наука                               | 1975—                      | 1 раз в месяц    | 0132-344X                            | русский    | |
| Космическая биология и авиакосмическая медицина | Научно-практический журнал                                                        | ИМБП Минздрава СССР                                                                                          | Москва          | —                                   | 1967—                      | 1 раз в 2 месяца | 0233-528X                            | русский    | В 1967—1974 издавался под названием «Космическая биология и медицина». |
| Костёр                                          | Детский журнал                                                                    | ЦК ВЛКСМ, ЦС ВПО им. В. И. Ленина, Союз писателей СССР                                                       | Санкт-Петербург | —                                   | 1936—                      | 1 раз в месяц    | 0130-2574                            | русский    | На страницах журнала печатались приложения: «Барабан» (нумерованное) и «Морская газета» (ненумерованное). |
| Красная новь                                    | Лит.-худож. иллюстр. журнал                                                       | | Москва          |                                     | 1921—1941                  | 1 раз в месяц    |                                      | русский    | Создатель и главный редактор — А. К. Воронский («Перевал»). |
| Красная нива                                    | Иллюстр. лит.-худож. журнал                                                       | Известия | Москва          | Известия                            | 1923—1931                  | 1 раз в неделю   |                                      | русский    | Создан по образцу дореволюционной «Нивы». |
| Красный архив                                   | Исторический научный журнал                                                       | ЦАУ СССР и ЦАУ РСФСР                                                                                         | Москва          |                                     | 1922—1941                  | 1 раз в 2 месяца |                                      | русский    | |
| Красный перец                                   | Сатирич. лит.-худож. иллюстр. журнал                                              | Рабочая Москва                                                                                               | Москва          | Рабочая Москва                      | 1923—1928                  | 2 раза в месяц   |                                      | русский    | |
| Краткие сообщения Института археологии          | Исторический научный журнал                                                       | ИА АН СССР                                                                                                   | Москва          | Наука                               | 1939—                      | 1 раз в 3 месяца | 0130-2620                            | русский    | |
| Крестьянка                                      | Женский общ.-полит. и лит.-худож. журнал                                          | ЦК КПСС | Москва          | Правда                              | 1922—                      | 1 раз в месяц    | 0130-2647                            | русский    | Приложения: вкладка-выкройка, «Хозяюшка». |
| Крестьянский журнал                             | Лит.-худож. и общ.-полит. журнал                                                  | Крестьянская газета                                                                                          | Москва          | Крестьянская газета                 | 1923—1930                  | 2 раза в месяц   |                                      | русский    | Преобразован в журнал «Колхозник» (1930—1932). |
| Крокодил                                        | Сатирический журнал                                                               | Издание газеты «Правда»                                                                                      | Москва          | Правда                              | 1922—                      | 3 раза в месяц   | 0130-2671                            | русский    | |
| Кругозор                                        | Общественно-политический литературно-музыкальный иллюстрированный звуковой журнал | Гостелерадио                                                                                                 | Москва          | —                                   | 1964—                      | 1 раз в месяц    | 0130-2698                            | русский    | Приложения: 6 гибких пластинок, журнал «Колобок». |
| Крылья Родины                                   | Авиационный массовый журнал                                                       | ДОСААФ СССР                                                                                                  | Москва          | Издательство ДОСААФ                 | 1950—                      | 1 раз в месяц    | 0130-2701                            | русский    | |
| Культура и жизнь                                |                                                                                   | ССОД | Москва          |                                     |                            |                  | 0130-2744                            | русский    | Также издавался на английском, французском, немецком и испанском языках, разовым тиражом 90 тыс. экз.. |
| Культурно-просветительная работа                | Профессионнальный журнал                                                          | Министерство культуры РСФСР                                                                                  | Москва          | Советская Россия                    | 1940—                      | 1 раз в месяц    | 0130-2833                            | русский    | |
| Культуры: диалог народов мира ← Культуры        |                                                                                   | Комиссия СССР по делам ЮНЕСКО, Госкомиздат СССР, ЮНЕСКО                                                      | Москва, Париж   | Прогресс                            | 1973—                      | 1 раз в квартал  | 0207-8929 (СССР), 0304-078X (ЮНЕСКО) | русский    | Издавался с 1973 года; на русском языке — с 1982. Выходил также других странах на английском, арабском, испанском и французском языках.                                                                                       |
| Курьер ЮНЕСКО                                   | Иллюстрированный публицистический                                                 | — | Москва, Париж   | Прогресс                            | 1947                       | 1 раз в месяц    | 0304-3150                            | русский    | Окно, открытое в мир: Ежемесячный иллюстрированный журнал. Публицистический ежемесячник ЮНЕСКО—ООН по вопросам образования, науки и культуры. Издавался на русском языке — с 1957. Выходил также других странах на 28 языках. |
| Къарчыгъа рус. Соколёнок                        | Детский журнал                                                                    | Союз писателей и Обком ВЛКСМ Дагестана                                                                       | Махачкала       | Дагестанское книжное издательство   | 1980—                      | 1 раз в месяц    | 0206-7943                            | кумыкский  | Выходил также на аварском («Лачен»), даргинском («Лачин»), лакском («ЧӀавалачин») и лезгинском («Кард») языках. |

### Л
| Название                                                         | Тип                                                | Ответственный                                                 | Город издания       | Издательство                      | Годы издания     | Периодичность    | ISSN      | Язык       | Примечание |
| ---------------------------------------------------------------- | -------------------------------------------------- | ------------------------------------------------------------- | ------------------- | --------------------------------- | ---------------- | ---------------- | --------- | ---------- | --- |
| Лабораторное дело                                                | Научный журнал                                     | Минздрав СССР                                                 | Москва              |                                   | 1955—            | 1 раз в месяц    | 0869-2084 | русский    | |
| Лачен рус. Соколёнок                                             | Детский журнал                                     | Союз писателей и Обком ВЛКСМ Дагестана                        | Махачкала           | Дагестанское книжное издательство | 1980—            | 1 раз в месяц    | 0203-3682 | аварский   | Выходил также на даргинском («Лачин»), кумыкском («Къарчыгъа»), лакском («ЧӀавалачин»), лезгинском («Кард») языках. |
| Лачин рус. Соколёнок                                             | Детский журнал                                     | Союз писателей и Обком ВЛКСМ Дагестана                        | Махачкала           | Дагестанское книжное издательство | 1980—            | 1 раз в месяц    | 0206-7935 | даргинский | Выходил также на аварском («Лачен»), кумыкском («Къарчыгъа»), лакском («ЧӀавалачин»), лезгинском («Кард») языках.   |
| Лакокрасочные материалы и их применение                          | Научный журнал                                     | Миннефтехимпром СССР                                          | Москва              |                                   | 1960—            | 1 раз в месяц    | 0130-9013 | русский    | |
| Ленинградская панорама; ← Строительство и архитектура Ленинграда | Иллюстрированный ежемесячный журнал                | Ленинградские городской и областной Советы народных депутатов | Санкт-Петербург     | Лениздат                          | 1936—            | 1 раз в месяц    | 0233-7010 | русский    | |
| Лесная индустрия                                                 | Производ. и техн.-эком. журнал                     | Наркомлес СССР                                                | Москва              | Гослестехиздат                    | 1934—1940        | 1 раз в месяц    |           | русский    | Преемник журнала «Лесопромышленное дело».                                                                           |
| Лесная промышленность                                            | Научно-техн. и произв.-экон. журнал                | Минлеспром СССР, Централ. правл. НТО ЛП                       | Москва              |                                   | 1941—            | 1 раз в месяц    |           | русский    | Преемник журнала «Лесная индустрия».                                                                                |
| Лесной журнал                                                    | Научный журнал                                     | АЛТИ                                                          | Архангельск         |                                   | 1958—            | 1 раз в месяц    | 0536-1036 | русский    | |
| Лесное хозяйство                                                 | Научно-производ. и теоретич. журнал                | Минлесхоз СССР                                                | Москва              | Сельхозгиз                        | 1928—            | 1 раз в месяц    | 0024-1113 | русский    | |
| Лёгкая атлетика                                                  | Спортивно-методический журнал                      | Спорткомитет СССР                                             | Москва              | [б. и.]; ← Физкультура и спорт    | 1955—            | 1 раз в месяц    | 0024-4155 | русский    | Приложение на страницах: ненумерованный журнал «Бег и здоровье» (без ISSN).                                         |
| Лён и конопля                                                    | Научно-производ. и практический журнал             | Минсельхоз СССР                                               | Москва              |                                   | 1924—            | 1 раз в месяц    |           | русский    | |
| Литература в школе; ← Родной язык в школе                        | Методический журнал                                | Министерство просвещения РСФСР                                | Москва; ← Ярославль | Просвещение                       | 1914—            | 1 раз в 2 месяца | 0130-3414 | русский    | |
| Литературная учёба                                               | Литературно-критический и общественно-политический | Союз писателей СССР и ЦК ВЛКСМ                                | Москва              | —                                 | 1930—1941, 1978— | 1 раз в 2 месяца | 0203-5847 | русский    | |
| Литературное обозрение                                           | Критико-библиограф. журнал                         | Союз писателей СССР                                           | Москва              | Правда                            | 1973—            | 1 раз в месяц    | 0321-2904 | русский    | |
| Литературный современник                                         | Лит.-худож. журнал                                 | Ленинград. отд-ние СП СССР                                    | Санкт-Петербург     | Гослитиздат                       | 1933—1941        | 1 раз в месяц    |           | русский    | Преемник журнала «Ленинград» (1930—1932).                                                                           |

### М
| Название                                         | Тип                                      | Ответственный                                                               | Город издания   | Издательство                         | Годы издания    | Периодичность    | ISSN      | Язык       | Примечание |
| ------------------------------------------------ | ---------------------------------------- | --------------------------------------------------------------------------- | --------------- | ------------------------------------ | --------------- | ---------------- | --------- | ---------- | --- |
| МагӀарулай рус. Горянка                          | Женский общ.-полит. и лит.-худож. журнал | Дагестанский обком КПСС                                                     | Махачкала       | —                                    | 1957—           | 1 раз в 2 месяца | 0132-9723 | аварский   | Выходил также на даргинском («Дагънста хьунул адам»), кумыкском («Дагъыстанлы къатын»), лакском («Зунттал хъами»), лезгинском («Дагъустандин дишегьли»), русском («Женщина Дагестана»), табасаранском («Дагъустан дишагьли») языках.                                                                    |
| Мана келн рус. Наш язык                          | Лит.-худож. журнал                       | Калмыцкое отд-ние ВАПП                                                      | Элиста          |                                      | 1928—1935       | 1 раз в месяц    |           | калмыцкий  | |
| Математика в школе                               | Научно-методический журнал               | Министерство просвещения СССР                                               | Москва          | Педагогика                           | 1934—           | 1 раз в 2 месяца | 0130-9358 | русский    | |
| Математические заметки                           | Научный журнал                           | ОМН АН СССР                                                                 | Москва          | Наука                                | 1967—           | 1 раз в месяц    | 0025-567X | русский    | Версия на англ. яз. — Mathematical Notes of the Academy of Sciences of the USSR. |
| Мах дуг рус. Наша эпоха                          | Лит.-худож. и общ.-полит. журнал         | Союз писателей Северо-Осетинской АССР                                       | Владикавказ     | —                                    | 1934—           | 1 раз в месяц    | 0206-4162 | осетинский | |
| Медицинская паразитология и паразитарные болезни | Научный журнал                           |                                                                             | Москва          |                                      | 1923            | 1 раз в 3 месяца | 0025-8326 | русский    | Основан как «Русский журнал тропической медицины», современное название с 1932. |
| Медицинская сестра                               | Мед. научно-практич. журнал              | Минздрав РСФСР                                                              | Москва          |                                      | 1942            | 1 раз в месяц    |           | русский    | |
| Медицинская техника                              | Научный журнал                           | ВНИТОПрибор                                                                 | Москва          |                                      | 1967            | 1 раз в 2 месяца | 0025-8075 | русский    | Издаётся на англ. яз. (Biomedical Engineering). |
| Международная жизнь                              | Научно-полит. журнал                     | МИД СССР                                                                    | Москва          |                                      | 1922—1930 1954— | 1 раз в 2 месяца | 0130-9625 | русский    | Издаётся на англ. яз. (International Affairs). |
| Метеорологический ежемесячник                    | Научный журнал                           | ГУГМС при СМ СССР                                                           | Москва          |                                      | 1958—           | 1 раз в месяц    |           | русский    | |
| Механизация строительства                        | Научно-техн. и произв. журнал            |                                                                             | Москва          |                                      | 1939—           | 1 раз в месяц    | 0025-8903 | русский    | |
| Микология и фитопатология                        | Научный журнал                           | Отделение общ. биологии АН СССР                                             | Санкт-Петербург | Наука                                | 1967—           | 1 раз в 2 месяца | 0026-3648 | русский    | |
| Микропроцессорные средства и системы             | Компьютерный массовый журнал             | ГКНТ СМ СССР                                                                | Москва          |                                      | 1984—1990       | 1 раз в 2 месяца | 0025-8903 | русский    | |
| Мировая экономика и международные отношения      | Научный журнал                           | ИМЭМО АН СССР                                                               | Москва          |                                      | 1957—           | 1 раз в месяц    | 0131-2227 | русский    | |
| Минги тау рус. Эльбрус                           | Лит.-худож. и общ.-полит. журнал         | Союз писателей Кабардино-Балкарской АССР                                    | Нальчик         | Эльбрус                              | 1983—           | 1 раз в квартал  | 0234-8128 | балкарский | Выходил также на кабардино-черкесском языке: «Ӏуащхьэльахуэ». |
| Миша                                             | Детский иллюстр. журнал                  | Журнал «Советский Союз»                                                     | Москва          | —                                    | 1983—           | 1 раз в месяц    | 0208-1563 | русский    | Ежемесячный иллюстрированный журнал для мальчиков и девочек на русском, английском (Misha, ISSN 0208-1571), венгерском (Misa, ISSN 0236-8420), испанском (Misha, ISSN 0208-158X), итальянском (Miscia, ISSN 0208-1598), немецком (Mischa, ISSN 0208-161X) и французском (Micha, ISSN 0208-1628) языках. |
| Мода                                             | Рекламно-информационный журнал           | Министерство лёгкой промышленности РСФСР и Ленинградский дом моделей одежды | Санкт-Петербург | —                                    | 1977—           | 1 раз в квартал  | 0320-6645 | русский    | |
| Моделист-конструктор                             | Популярный научно-техн. журнал           | ЦК ВЛКСМ                                                                    | Москва          | —                                    | 1962—           | 1 раз в месяц    | 0131-2243 | русский    | |
| Мокша рус. Мокша                                 | Лит.-худож. и общ.-полит. журнал         | Союз писателей Мордовской АССР                                              | Саранск         | —                                    | 1928—           | 1 раз в 2 месяца | 0134-434X | мокшанский | Приложение: вкладка-журнал для детей «Якстерь тяштеня» (с мокш. — «Красная звёздочка»; без ISSN). |
| Молекулярная биология                            | Научный журнал                           |                                                                             | Москва          | Наука                                | 1966—           | 1 раз в 2 месяца | 0026-8984 | русский    | |
| Молодая гвардия                                  | Лит.-худож. и общ.-полит. журнал         | ЦК ВЛКСМ                                                                    | Москва          | Молодая гвардия                      | 1922—           | 1 раз в месяц    | 0131-2251 | русский    | |
| Молодой коммунист                                | Полит. и теоретический журнал            | ЦК ВЛКСМ                                                                    | Москва          | —                                    | 1918—           | 1 раз в месяц    | 0131-2278 | русский    | |
| Молот рус. Молот                                 | Лит.-худож. и общ.-полит. журнал         | Союз писателей Удмуртской АССР                                              | Ижевск          | Издательство Удмуртского обкома КПСС | 1926—           | 1 раз в месяц    | 0206-4227 | удмуртский | |
| Молочная промышленность СССР                     | Научно-техн. произв. журнал              | Минмясомолпром СССР                                                         | Москва          | Агропромиздат                        | 1925—1988       | 1 раз в месяц    |           | русский    | До 1934 — «Молочное хозяйство». Объединён с журналом «Мясная индустрия СССР». |
| Морской сборник                                  | Морской научно-теоретический журнал      | МО СССР                                                                     | Москва          | «Красная звезда»                     | 1848—           | 1 раз в месяц    | 0134-9236 | русский    | |
| Москва                                           | Лит.-худож. и общ.-полит. журнал         | Союз писателей РСФСР и Московская писательская организация                  | Москва          | Художественная литература            | 1957—           | 1 раз в месяц    | 0131-2332 | русский    | |
| Музеум                                           | Научно-практический журнал               | Комиссия СССР по делам ЮНЕСКО, Госкомиздат СССР, ЮНЕСКО                     | Москва, Париж   | Прогресс                             | 1948—           | 1 раз в квартал  | 0255-0881 | русский    | Ежеквартальный журнал ЮНЕСКО. На русском языке издавался с 1982. Выходил также в других странах на других языках. |
| Музыка в школе                                   | Методический журнал                      | Министерство просвещения РСФСР                                              | Москва          | Просвещение                          | 1983—           | 1 раз в квартал  | 0208-0745 | русский    | |
| Музыкальная жизнь                                | Музыкальный журнал                       | Союз композиторов СССР и Минкульт СССР                                      | Москва          | Советский композитор                 | 1957—           | 1 раз в 2 недели | 0131-2383 | русский    | |
| Мурзилка                                         | Детский лит.-худож. журнал               | ЦК ВЛКСМ и ЦС ВПО им. В. И. Ленина                                          | Москва          | Молодая гвардия                      | 1924—           | 1 раз в месяц    | 0132-1943 | русский    | Общесоюзный массовый ежемесячный литературно-художественный журнал для «октябрят» (детей младшего школьного возраста). |
| Мясная индустрия СССР                            | Научно-техн. произв. журнал              | Минмясомолпром СССР                                                         | Москва          | Агропромиздат                        | 1923—1988       | 1 раз в месяц    |           | русский    | Объединён с журналом «Молочная промышленность СССР». |

### Н
| Название                            | Тип                                     | Ответственный                                                              | Город издания   | Издательство                                        | Годы издания    | Периодичность                   | ISSN      | Язык                 | Примечание |
| ----------------------------------- | --------------------------------------- | -------------------------------------------------------------------------- | --------------- | --------------------------------------------------- | --------------- | ------------------------------- | --------- | -------------------- | --- |
| На литературном посту               | Критико-теоретический журнал            | РАПП                                                                       | Москва          |                                                     | 1926—1932       | 1 раз в 2 недели 1 раз в декаду |           | русский              | Создан после раскола журнала «На посту» (1923—1926). |
| Народное образование                | Научно-методический журнал              | Минпрос СССР и Минпрос РСФСР                                               | Москва          | Педагогика                                          | 1918—           | 1 раз в месяц                   | 0130-6928 | русский              | |
| Народы Азии и Африки                | Научный журнал                          | Институт востоковедения АН СССР                                            | Москва          | Наука                                               | 1955—           | 1 раз в 2 месяца                | 0869-1908 | русский              | «Советское востоковедение» (1955—1959). «Проблемы востоковедения» (1959—1961). |
| Наука и жизнь                       | Научный-популярный журнал               | Всесоюзное общество «Знание»                                               | Москва          | Знание                                              | 1934—н. в.      | 1 раз в месяц                   | 0028-1263 | русский              | |
| Наука и религия                     | Антирелигиозный научный-популяр. журнал | Всесоюзное общество «Знание»                                               | Москва          | Знание                                              | 1959—           | 1 раз в месяц                   | 0130-7045 | русский              | |
| Начальная школа                     | Методический журнал                     | Минпрос РСФСР                                                              | Москва          | Просвещение                                         | 1933—           | 1 раз в месяц                   | 0027-7371 | русский              | |
| Наш современник ← Год 16-й…         | Лит.-худож. и общ.-полит.               | Союз писателей РСФСР                                                       | Москва          | Литературная газета                                 | 1933—           | 1 раз в месяц                   | 0027-8238 | русский              | Основан. А. М. Горьким в 1933 году, первоначально выходил как альманах. |
| Наша жизнь ← Жизнь слепых           | Литературно-художественный журнал       | Всероссийское общество слепых                                              | Москва          | Центральное полиграфическое предприятие ВОС         | 1924—           | 1 раз в месяц                   |           | русский              | С января 1969 года — «Наша жизнь». Выходил в плоскопечатном и рельефно-точечном форматах. |
| Наши достижения                     | Лит.-худож. и общ.-пол. иллюстр. журнал |                                                                            | Москва          |                                                     | 1929—1937       | 1 раз в месяц                   |           | русский              | Организован по инициативе А. М. Горького, который стал ответственным редактором. |
| Нева                                | Лит.-худож. и общ.-пол. иллюстр. журнал | Союз писателей РСФСР и Ленинградская писательская организация              | Санкт-Петербург | Художественная литература (ленинградское отделение) | 1955—           | 1 раз в месяц                   | 0130-741X | русский              | |
| Неорганические материалы            | Научный журнал                          | АН СССР                                                                    | Москва          | Наука                                               | 1965—           | 1 раз в месяц                   | 0002-337X | русский              | Выходил как одна из серий в рамках «Известий Академии наук СССР». Также издаётся на английском языке (Inorganic Materials). |
| Нефтехимия                          | Научный журнал                          | АН СССР                                                                    | Москва          |                                                     | 1961—           | 1 раз в 2 месяца                | 0028-2421 | русский              | |
| Нефтяник                            | Производственно-массовый журнал         | Миннефтепром СССР и ЦК Профсоюза рабочих нефтяной и газовой промышленности | Москва          | Недра                                               | 1956—           | 1 раз в месяц                   | 0028-243X | русский              | |
| Нефтяное хозяйство                  | Научно-техн. и произв. журнал           | Миннефтепром СССР                                                          | Москва          | Недра                                               | 1920—           | 1 раз в месяц                   | 0028-2448 | русский              | |
| Новая и новейшая история            | Исторический научный журнал             | ИВИ АН СССР                                                                | Москва          |                                                     | 1957—           | 1 раз в 2 месяца                | 0130-3864 | русский              | |
| Новости систематики высших растений | Научный журнал                          | БИН АН СССР                                                                |                 |                                                     | 1919—           | 1 раз в год                     | 0568-5443 | русский              | |
| Новости систематики низших растений | Научный журнал                          | БИН АН СССР                                                                | Санкт-Петербург |                                                     | 1922—           | 1 раз в год                     | 0568-5435 | русский              | |
| Новосибирский агитатор              | Политико-просветительский журнал        | Отдел пропаганды и агитации Новосибирского обкома КПСС                     | Новосибирск     | —                                                   | 1980—           | 2 раза в месяц                  | 0234-808X | русский              | |
| Новый зритель                       | Театральный журнал                      | МОНО Мосгубполитпросвет и УМЗП                                             | Москва          |                                                     | 1924—1929       | 1 раз в неделю                  |           | русский              | Бесплатное приложение: программы «Кому-куда?» Объединён с журналом «Современный театр». |
| Новый мир                           | Лит.-худож. и общ.-полит. журнал        | Союз писателей СССР                                                        | Москва          | Известия                                            | 1925—           | 1 раз в месяц                   | 0130-7673 | русский              | |
| Новое время                         | Новостной общ.-полит. журнал            | Редакция газеты «Труд»                                                     | Москва          |                                                     | 1943—           | 1 раз в неделю                  | 0362-4331 | русский              | Первоначально 2 раза в месяц (до июня 1945 под названием «Война и рабочий класс»)? c января 1947 — еженедельно. Также издавался на английском, французском, немецком, испанском, польском, чешском, арабском и итальянском языках. |
| Ногдзау рус. Пионер                 | Детский журнал                          | Северо-Осетинский обком ВЛКСМ и Облсовет ВПО им. В. И. Ленина              | Владикавказ     | Ир                                                  | 1940—1941 1980— | 1 раз в 2 месяца                | 0207-4044 | осетинский           | |
| Нур                                 | Лит.-худож. и общ.-полит. журнал        | Союз писателей Кабардино-Балкарской АССР и обком ВЛКСМ                     | Нальчик         | Эльбрус                                             | 1982—           | 1 раз в месяц                   | 0207-6551 | балкарский           | Выходил также на кабардино-черкесском языке: «Нюр». |
| Нюр рус. Свет                       | Лит.-худож. и общ.-полит. журнал        | Союз писателей Кабардино-Балкарской АССР и обком ВЛКСМ                     | Нальчик         | Эльбрус                                             | 1982—           | 1 раз в месяц                   | 0207-6543 | кабардино-черкесский | Выходил также на балкарском языке: «Нур». |

### О
| Название                    | Тип                                               | Ответственный                                              | Город издания | Издательство                        | Годы издания | Периодичность    | ISSN      | Язык      | Примечание                                                             |
| --------------------------- | ------------------------------------------------- | ---------------------------------------------------------- | ------------- | ----------------------------------- | ------------ | ---------------- | --------- | --------- | ---------------------------------------------------------------------- |
| Общественное питание        | Массово-производственный журнал                   | Министерство торговли СССР                                 | Москва        | Экономика                           | 1928—        | 1 раз в месяц    | 0131—0046 | русский   |                                                                        |
| Общественные науки          | Научный журнал                                    | Президиум АН СССР                                          | Москва        | Наука                               | 1976—        | 1 раз в 2 месяца | 0869-0499 | русский   | Междисциплинарный журнал по комплексным проблемам общественных наук.   |
| Огонёк                      | Общ.-полит. и лит.-худож. иллюстр. журнал         | Издательство «Правда»                                      | Москва        | Правда                              | 1923—        | 1 раз в неделю   | 0131-0097 | русский   |                                                                        |
| Октябрь                     | Лит.-худож. и общ.-полит. журнал                  | Союз писателей РСФСР                                       | Москва        | Правда                              | 1924—        | 1 раз в месяц    | 0132-0637 | русский   |                                                                        |
| Олимпийская панорама        | Спортивный иллюстр. журнал                        | Интер-Пресс                                                | Москва        |                                     | 1976—        | 1 раз в 3 месяца | 0204-2177 | русский   | Также выходил на английском, французском, немецком и испанском языках. |
| Ончыко рус. Вперёд          | Лит.-худож. и общ.-полит. журнал                  | Союз писателей Марийской АССР                              | Йошкар-Ола    | Марийское книжное издательство      | 1926—        | 1 раз в 2 месяца | 0134-4358 | марийский |                                                                        |
| Оса                         | Сатирический журнал                               | —                                                          | Йошкар-Ола    | Издательство Марийского обкома КПСС | 1958—        | 1 раз в месяц    | 0131-2510 | русский   | Дублирующий выпуск журнала на марийском языке «Пачемыш»                |
| Оптика и спектроскопия      | Научный журнал                                    | Отделение общей физики и астрономии АН СССР                | Москва        | Наука                               | 1956—        | 1 раз в месяц    | 0030-4034 | русский   |                                                                        |
| Охота и охотничье хозяйство | Массовый научно-произв. и спортивно-метод. журнал | Минсельхоз СССР и Союз обществ охотников и рыболовов РСФСР | Москва        | Агропромиздат; ← Колос              | 1955—        | 1 раз в месяц    | 0131-2596 | русский   |                                                                        |

### П
| Название                                                 | Тип                                             | Ответственный                                                                        | Город издания          | Издательство                                | Годы издания    | Периодичность                   | ISSN                                 | Язык       | Примечание                                                            |
| -------------------------------------------------------- | ----------------------------------------------- | ------------------------------------------------------------------------------------ | ---------------------- | ------------------------------------------- | --------------- | ------------------------------- | ------------------------------------ | ---------- | --------------------------------------------------------------------- |
| Палеонтологический журнал                                | Научный журнал                                  | АН СССР                                                                              | Москва                 |                                             | 1959—           | 1 раз в 2 месяца                | 0031-031X                            | русский    |                                                                       |
| Партийная жизнь                                          | Политический журнал                             | ЦК КПСС                                                                              | Москва                 | Правда                                      | 1919—           | 2 раза в месяц                  | 0132-0734                            | русский    |                                                                       |
| Патологическая физиология и экспериментальная терапия    | Научный журнал                                  | АН СССР                                                                              | Москва                 |                                             | 1957—           | 1 раз в 3 месяца                | 0031-2991                            | русский    |                                                                       |
| Пачемыш рус. Оса                                         | Сатирический журнал                             | —                                                                                    | Йошкар-Ола             | Издательство Марийского обкома КПСС         | 1957—           | 1 раз в месяц                   | 0130-9269                            | марийский  | Выходил также на русском языке: «Оса».                                |
| Перспективы                                              | Педагогический журнал                           | Комиссия СССР по делам ЮНЕСКО, Госкомиздат СССР, ЮНЕСКО                              | Москва, Париж          | Прогресс                                    | 1969—           | 1 раз в квартал                 | 0207-8953 (СССР), 0033-1538 (Юнеско) | русский    | На русском языке издавался с 1982 года.                               |
| Печать и революция                                       | Критико-библиограф. и лит.-худож. журнал        |                                                                                      | Москва                 | Госиздат                                    | 1921—1930       | 6-8 раз в год                   |                                      | русский    |                                                                       |
| Пионер                                                   | Детский лит.-худож. и общ.-полит.               | ЦК ВЛКСМ и ЦС ВПО им. Ленина                                                         | Москва                 | Правда                                      | 1924—           | 1 раз в месяц                   | 0130-8009                            | русский    | На страницах печаталось приложение: ненумерованный журнал «Кораблик». |
| Пионер ← Кэрпэ рус. Ёж                                   | Детский журнал                                  | Башкирский обком ВЛКСМ и Республиканский совет ВПО им. Ленина                        | Уфа                    | —                                           | 1929—           | 1 раз в месяц                   | 0206-4081                            | башкирский |                                                                       |
| Письма в Журнал экспериментальной и теоретической физики | Научный журнал                                  | АН СССР                                                                              | Москва                 | Наука                                       | 1965—           | 2 раза в месяц                  | 0021-3640                            | русский    |                                                                       |
| Пищевая промышленность СССР                              | Научно-произв. журнал                           | Минпищепром СССР, Минмясомолпром СССР, Минплодоовощ СССР, Минрыбхоз СССР и НТО ПП    | Москва                 | Агропромиздат                               | 1930—           | 1 раз в месяц                   | 0021-3640                            | русский    |                                                                       |
| Плановое хозяйство                                       | Экономический научный журнал                    | Госплан СССР                                                                         | Москва                 |                                             | 1924—           | 1 раз в месяц                   | 0869-4672                            | русский    |                                                                       |
| Пограничник                                              | Военный общ.-полит. и дит.-худож. журнал        | Пограничные войска КГБ СССР                                                          | Москва                 |                                             | 1939—           | 1 раз в месяц                   |                                      | русский    | Издавалась серия «Библиотечка журнала „Пограничник“».                 |
| Под знаменем марксизма                                   | Научный журнал                                  |                                                                                      | Москва                 | Книгоиздательство «Материалист» «Правда»    | 1922—1944       | 1 раз в месяц                   |                                      | русский    | Ежемесячный философский и общественно-экономический журнал            |
| Подъём                                                   | Лит.-худож. и общ.-полит. журнал                | Союз писателей РСФСР и Воронежская писательская организация                          | Воронеж                | Центрально-Чернозёмное книжное издательство | 1931—           | 1 раз в месяц                   | 0130-8165                            | русский    |                                                                       |
| Полиграфия                                               | Производственно-технический журнал.             | Госкомиздат                                                                          | Москва                 | Книга                                       | 1924—           | 1 раз в месяц                   | 0032-2717                            | русский    |                                                                       |
| Политинформатор и агитатор                               | Политико-просветительский журнал                | Отдел пропаганды и агитации Омского обкома КПСС                                      | Омск                   | —                                           | 1945—           | 2 раза в месяц                  | 0320-9911                            | русский    |                                                                       |
| Политическай агитация рус. Политическая агитация         | Политико-просветительский журнал                | Отдел пропаганды и агитации Якутского обкома КПСС                                    | Якутск                 | Издательство Якутского обкома КПСС          | 1945—           | 2 раза в месяц                  | 0206-4286                            | якутский   | Выходил также на русском языке: «Политическая агитация».              |
| Политическая агитация                                    | Политико-просветительский журнал                | Отдел пропаганды и агитации Астраханского обкома КПСС                                | Астрахань              | Издат-во газеты «Волга»                     | 1948—1959 1965— | 2 раза в месяц                  | 0130-8262                            | русский    | До 1971 года издавался под названием «Блокнот агитатора».             |
| Политическая агитация                                    | Политико-просветительский журнал                | Отдел пропаганды и агитации Белгородского обкома КПСС                                | Белгород               | —                                           | 1954—           | 2 раза в месяц                  | 0130-8270                            | русский    |                                                                       |
| Политическая агитация                                    | Политико-просветительский журнал                | Отдел пропаганды и агитации Владимирского обкома КПСС                                | Владимир               | —                                           | 1948—           | 1 раз в месяц                   | 0130-8297                            | русский    |                                                                       |
| Политическая агитация                                    | Политико-просветительский журнал                | Отдел пропаганды и агитации Вологодского обкома КПСС                                 | Вологда                | —                                           | 1946—           | 2 раза в месяц                  | 0202-1943                            | русский    |                                                                       |
| Политическая агитация                                    | Политико-просветительский журнал                | Отдел пропаганды и агитации Свердловского обкома КПСС                                | Екатеринбург           | Уральский рабочий                           | 1932—           | 2 раза в месяц                  | 0130-8351                            | русский    |                                                                       |
| Политическая агитация                                    | Политико-просветительский журнал                | Отдел пропаганды и агитации Марийского обкома КПСС                                   | Йошкар-Ола             | —                                           | 1945—           | 2 раза в месяц                  | 0130-8386                            | русский    | Выходил также на марийском языке: «Политический агитаций».            |
| Политическая агитация                                    | Политико-просветительский журнал                | Отдел пропаганды и агитации Калужского обкома КПСС                                   | Калуга                 | Знамя                                       | 1948—           | 2 раза в месяц                  | 0320-9822                            | русский    |                                                                       |
| Политическая агитация                                    | Политико-просветительский журнал                | Отдел пропаганды и агитации Курского обкома КПСС                                     | Курск                  | Курская правда                              | 1946—           | 2 раза в месяц                  | 0205-6704                            | русский    |                                                                       |
| Политическая агитация                                    | Политико-просветительский журнал                | Отдел пропаганды и агитации Липецкого обкома КПСС                                    | Липецк                 | [б. и.]; ← Ленинское знамя                  | 1968—           | 2 раза в месяц                  | 0205-6712                            | русский    |                                                                       |
| Политическая агитация                                    | Политико-просветительский журнал                | Отдел пропаганды и агитации Магаданского обкома КПСС                                 | Магадан                | Издательство Магаданского обкома КПСС       | 1949—           | 2 раза в месяц                  | 0202-3784                            | русский    |                                                                       |
| Политическая агитация                                    | Политико-просветительский журнал                | Отдел пропаганды и агитации Горьковского обкома КПСС                                 | Нижний Новгород        | Горьковская правда                          | 1944—           | 2 раза в месяц                  | 0202-1943                            | русский    |                                                                       |
| Политическая агитация                                    | Политико-просветительский журнал                | Отдел пропаганды и агитации Новгородского обкома КПСС                                | Новгород               | —                                           | 1945—           | 2 раза в месяц                  | 0130-8327                            | русский    |                                                                       |
| Политическая агитация                                    | Политико-просветительский журнал                | Отдел пропаганды и агитации Пензенского обкома КПСС                                  | Пенза                  | —                                           | 1945—           | 2 раза в месяц                  | 0130-8319                            | русский    |                                                                       |
| Политическая агитация                                    | Политико-просветительский журнал                | Отдел пропаганды и агитации Пермского обкома КПСС                                    | Пермь                  | —                                           | 1944—           | 2 раза в месяц                  | 0320-9954                            | русский    |                                                                       |
| Политическая агитация                                    | Политико-просветительский журнал                | Отдел пропаганды и агитации Саратовского обкома КПСС                                 | Саратов                | Коммунист                                   | 1946—           | 2 раза в месяц                  | 0130-8343                            | русский    |                                                                       |
| Политическая агитация                                    | Политико-просветительский журнал                | Отдел пропаганды и агитации Тамбовского обкома КПСС                                  | Тамбов                 | Тамбовская правда                           | 1948—           | 2 раза в месяц                  | 0130-8335                            | русский    |                                                                       |
| Политическая агитация                                    | Политико-просветительский журнал                | Отдел пропаганды и агитации Калининского обкома КПСС                                 | Тверь                  | —                                           | 1947—           | 2 раза в месяц                  | 0130-8300                            | русский    |                                                                       |
| Политическая агитация                                    | Политико-просветительский журнал                | Отдел пропаганды и агитации Ульяновского обкома КПСС                                 | Ульяновск              | —                                           | 1945—           | 2 раза в месяц                  | 0201-5277                            | русский    |                                                                       |
| Политическая агитация                                    | Политико-просветительный журнал                 | Отдел пропаганды и агитации Якутский обком КПСС                                      | Якутск                 | Издательство Якутского обкома КПСС          | 1974—           | 2 раза в месяц                  | 0205-6720                            | русский    | Выходил также на якутском языке: «Политическай агитация».             |
| Политическая агитация ← Блокнот агитатора                | Политико-просветительный журнал                 | Отдел пропаганды и агитации Ярославского обкома КПСС                                 | Ярославль              | —                                           | 1944—           | 2 раза в месяц                  | 0321-0111                            | русский    |                                                                       |
| Политическая информация                                  | Политико-просветительский журнал                | Отдел пропаганды и агитации Волгоградского обкома КПСС                               | Волгоград              | —                                           | 1941—           | 2 раза в месяц                  | 0130-836X                            | русский    |                                                                       |
| Политическая информация                                  | Политико-просветительский журнал                | Отдел пропаганды и агитации Псковского обкома КПСС                                   | Псков                  | Псковская правда                            | 1946 —          | 2 раза в месяц                  | 0130-8408                            | русский    |                                                                       |
| Политическая информация ← Партиец                        | Политико-просветительский журнал                | Отдел пропаганды и агитации Смоленского обкома КПСС                                  | Смоленск               | Рабочий путь                                | 1929—           | 2 раза в месяц                  | 0130-8416                            | русский    |                                                                       |
| Политическая информация                                  | Политико-просветительский журнал                | Отдел пропаганды и агитации Томского обкома КПСС                                     | Томск                  | —                                           | 1981—           | 1 раз в месяц; ← 2 раза в месяц | 0203-5871                            | русский    |                                                                       |
| Политическая работа                                      | Политико-просветительский журнал                | Отдел пропаганды и агитации Воронежского обкома КПСС                                 | Воронеж                | Коммуна                                     | 1944—           | 2 раза в месяц                  | 0130-8432                            | русский    |                                                                       |
| Политический агитаций рус. Политическая агитация         | Политико-просветительский журнал                | Отдел пропаганды и агитации Марийского обкома КПСС                                   | Йошкар-Ола             | —                                           | 1953—           | 2 раза в месяц                  | 0206-4154                            | марийский  | Выходил также на русском языке: «Политическая агитация».              |
| Политический вестник ← Блокнот агитатора                 | Политико-просветительный журнал                 | Отдел пропаганды и агитации Иркутского обкома КПСС                                   | Иркутск                | —                                           | 1948—           | 2 раза в месяц                  | 0320-9792                            | русский    |                                                                       |
| Политический информатор                                  | Политико-просветительский журнал                | Отдел пропаганды и агитации Челябинского обкома КПСС                                 | Челябинск              | Челябинский рабочий                         | 1941—           | 2 раза в месяц                  | 0136-7188                            | русский    |                                                                       |
| Политическое самообразование                             | Политический журнал                             | ЦК КПСС                                                                              | Москва                 | Правда                                      | 1957—           | 1 раз в месяц                   | 0132-070X                            | русский    |                                                                       |
| Полярная звезда                                          | Лит.-худож. и общ.-полит. журнал                | Союз писателей Якутской АССР                                                         | Якутск                 | —                                           | 1964—           | 1 раз в месяц                   | 0130-8173                            | русский    | Выходил также на якутском языке: «Хотугу сулус».                      |
| Правоведение                                             | Юридический научный журнал                      | Ленинградский государственный университет                                            | Санкт-Петербург        | Изд-во ЛГУ                                  | 1957—           | 1 раз в 2 месяца                | 0131-8039                            | русский    | Выходил в серии «Известия высших учебных заведений».                  |
| Преподавание истории в школе                             | Научно-методический журнал                      | Министерство просвещения СССР                                                        | Москва                 | Педагогика                                  | 1934—           | 1 раз в 2 месяца                | 0132-0696                            | русский    |                                                                       |
| Приборы и системы управления                             | Научно-техн. и производ. журнал                 | Минприбор СССР и ВНИТОПрибор                                                         | Москва                 |                                             |                 | 1 раз в месяц                   | 2071-7865                            | русский    |                                                                       |
| Прикладная математика и механика                         | Научный журнал                                  | Отделение механики и процессов управления АН СССР                                    | Москва                 | Наука                                       | 1937—           | 1 раз в 2 месяца                | 0032-8235                            | русский    |                                                                       |
| Природа                                                  | Научно-популяр. журнал                          | КЕПС АН СССР                                                                         | Санкт-Петербург Москва |                                             | 1921—           | 1 раз в месяц                   | 0032-874X                            | русский    |                                                                       |
| Проблемы Дальнего Востока                                | Научный и общ.-полит. журнал                    | ИДВ АН СССР                                                                          | Москва                 |                                             | 1972—           | 1 раз в 2 месяца                | 0131-2812                            | русский    | Также выходит на английском языке (Far Eastern Affairs).              |
| Вопросы медицинской химии                                | Научно-практический журнал                      |                                                                                      | Москва                 |                                             | 1936—           | 1 раз в 2 месяца                | 0375-9660                            | русский    |                                                                       |
| Программирование                                         | Научно-техн. журнал                             | ОМН АН СССР                                                                          | Москва                 |                                             | 1975—           | 1 раз в 2 месяца                | 0132-3474                            | русский    |                                                                       |
| Прожектор                                                | Сатирический и лит.-худож. иллюстр. журнал      | Правда                                                                               | Москва                 | Правда                                      | 1923—1935       | 1 раз в неделю                  |                                      | русский    | Выходил как приложение к газете «Правда».                             |
| Пролетарская революция                                   | Исторический журнал                             | Истпарт ИМЭЛ                                                                         | Москва                 |                                             | 1921—1941       | разная                          |                                      | русский    |                                                                       |
| Промышленное строительство                               | Научно-техн. и произв. журнал                   | Госстрой СССР и Центральное правление НТОСИ                                          | Москва                 |                                             | 1923—           | 1 раз в месяц                   | 0869-7019                            | русский    |                                                                       |
| Пропагандист и агитатор                                  | Политико-просветительский журнал                | Отдел пропаганды и агитации Удмуртского обкома КПСС                                  | Ижевск                 | Издательство Удмуртского обкома КПСС        | 1945—           | 2 раза в месяц                  | 0136-7153                            | русский    |                                                                       |
| Профессионально-техническое образование                  | Педагогический массовый иллюстрированный журнал | Государственный комитет СССР по профессионально-техническому образованию             | Москва                 | Высшая школа                                | 1941—           | 1 раз в месяц                   | 0131-5609                            | русский    |                                                                       |
| Психологический журнал                                   | Научный журнал                                  | Институт психологии АН СССР                                                          | Москва                 |                                             | 1980—           | 1 раз в 2 месяца                | 0205-9592                            | русский    |                                                                       |
| Психотехника и психофизиология труда                     | Научный журнал                                  | ВОПиПП                                                                               | Москва                 |                                             | 1928—1934       | 1 раз в 2 месяца                |                                      | русский    | Специализированный журнал по прикладной психологии.                   |
| Пчеловодство                                             | Научно-производственный журнал                  | Министерство сельского хозяйства СССР, Центральное правление НТО сельского хозяйства | Москва                 | Агропромиздат; ← Колос                      | 1921—           | 1 раз в месяц                   | 0369-8629                            | русский    |                                                                       |

### Р
| Название                          | Тип                                                     | Ответственный                                                                                              | Город издания   | Издательство                                  | Годы издания                                | Периодичность                               | ISSN      | Язык    | Примечание                                                                                    |
| --------------------------------- | ------------------------------------------------------- | --- | --------------- | --------------------------------------------- | ------------------------------------------- | ------------------------------------------- | --------- | ------- | --------------------------------------------------------------------------------------------- |
| Рабис                             | Иллюстр. журнал по вопросам искусства                   | Всесоюзный профсоюз работников искусств (РАБИС)                                                            | Москва          |                                               | 1920—1934                                   | 1 раз в неделю 1 раз в декаду 1 раз в месяц |           | русский | С 1920 по 1926 — «Вестник работников искусств» .                                              |
| Работница                         | Женский общ.-полит. и лит.-худож. журнал                | — | Москва          | Правда                                        | 1914—                                       | 1 раз в месяц                               | 0131-8047 | русский | Приложения: вкладка-выкройка, «Домашний калейдоскоп».                                         |
| Рабоче-крестьянский корреспондент | Ежемесячный журнал                                      | Правда | Москва          | Правда                                        | 1924—                                       | 1 раз в месяц                               | 0131-8071 | русский | Издание редакции газеты «Правда» с 1924 года по инициативе М. И. Ульяновой                    |
| Рабочий и театр                   | Театрально-худож. иллюстр. журнал.                      | | Санкт-Петербург |                                               | 1 раз в неделю 1 раз в декаду 1 раз в месяц | 1924—1937                                   |           | русский | Приложение: «Спутник по театру» до 1929) с аннотированными программами ленинградских театров. |
| Рабочий класс и современный мир   | Научный и общ.-полит. журнал                            | Институт международного рабочего движения АН СССР                                                          | Москва          |                                               | 1971—                                       | 1 раз в 2 месяца                            | 0321-2017 | русский |                                                                                               |
| Радио                             | Научно-популяр. радиотехн. журнал                       | Минсвязи СССР и ДОСААФ СССР                                                                                | Москва          | Издательство ДОСААФ                           | 1924—                                       | 1 раз в месяц                               | 0033-765X | русский |                                                                                               |
| Радиотехника и электроника        | Научно-техн. журнал                                     | АН СССР | Москва          | Наука                                         | 1956—                                       | 1 раз в месяц                               | 0033-8494 | русский |                                                                                               |
| Распространение печати            | Отраслевой журнал                                       | Главное управление по распространению печати Министерства связи СССР                                       | Москва          | Радио и связь                                 | 1929—                                       | 1 раз в месяц                               | 0131-8217 | русский |                                                                                               |
| Революция и национальности        | Политический журнал                                     | Совет национальностей ЦИК СССР и Комакадемия                                                               | Москва          | Изд-во Коммунистической академии Соц.-эк. ГИЗ | 1930—1937                                   | 1 раз в месяц                               |           | русский |                                                                                               |
| Революция и церковь               | Антирелигиозный журнал                                  | Наркомат юстиции РСФСР                                                                                     | Москва          |                                               | 1919—1924                                   | 1 раз в месяц                               |           | русский |                                                                                               |
| Резец                             | Иллюстр. лит.-худож. журнал                             | | Санкт-Петербург |                                               | 1924—1939                                   | 2 раз в месяц                               |           | русский |                                                                                               |
| Реклама                           | Иллюстр. научно-практический журнал                     | Министерство торговли СССР, Междуведомственный совет по рекламе                                            | Москва          | Экономика                                     | 1971—                                       | 1 раз в 2 месяца                            | 0132-5604 | русский | С 1971 по № 4 1981 выходил как бюллетень.                                                     |
| Ровесник                          | Молодёжный общ.-полит. и лит.-худож. журнал             | ЦК ВЛКСМ и КМО СССР                                                                                        | Москва          | ИПО «Молодая гвардия»                         | 1962—                                       | 1 раз в месяц                               | 0131-5994 | русский |                                                                                               |
| Русская литература                | Историко-литературный журнал                            | Академия наук СССР, Институт русской литературы (Пушкинский Дом)                                           | Санкт-Петербург | Наука (ленинградское отделение)               | 1958—                                       | 1 раз в квартал                             | 0131-6095 | русский |                                                                                               |
| Русская речь                      | Научно-популярный журнал                                | Институт русского языка Академии наук СССР                                                                 | Москва          | Наука                                         | 1967—                                       | 1 раз в 2 месяца                            | 0131-6117 | русский |                                                                                               |
| Русский язык в башкирской школе   | Научно-методический журнал                              | Министерство просвещения Башкирской АССР                                                                   | Уфа             | Издательство Башкирского обкома КПСС          | 1982—                                       | 1 раз в 2 месяца                            | 0207-9216 | русский |                                                                                               |
| Русский язык в национальной школе | Теоретический и научно-методический журнал              | АПН СССР                                                                                                   | Москва          | Педагогика                                    | 1957—                                       | 1 раз в 2 месяца                            | 0131-6133 | русский |                                                                                               |
| Русский язык в школе              | Научно-методический журнал                              | Министерство просвещения РСФСР                                                                             | Москва          | Просвещение                                   | 1914—                                       | 1 раз в 2 месяца                            | 0131-6141 | русский |                                                                                               |
| Русский язык за рубежом           | Научно-практич. и метод. журнал                         | Министерство высшего и среднего специального образования СССР, Институт русского языка имени А. С. Пушкина | Москва          | Русский язык                                  | 1967—                                       | 1 раз в 2 месяца                            | 0131-615X | русский |                                                                                               |
| Рыбоводство и рыболовство         | Научно-произв. и спорт.-метод. массовый иллюстр. журнал | Минсельхоз СССР                                                                                            | Москва          | Колос                                         | 1957—1984                                   | 1 раз в месяц                               | 0131-6672 | русский | В 1985 году разделён на журналы «Рыбоводство» и «Рыболов».                                    |
| Рыбное хозяйство                  | Производ-техн. журнал                                   | Минрыбхоз СССР                                                                                             | Москва          |                                               | 1920—                                       | 1 раз в месяц                               | 0131-6184 | русский |                                                                                               |

### С
| Название                                     | Тип                                                       | Ответственный | Город издания   | Издательство                            | Годы издания    | Периодичность                     | ISSN       | Язык                                 | Примечание |                                                                       |
| -------------------------------------------- | --------------------------------------------------------- | --- | --------------- | --------------------------------------- | --------------- | --------------------------------- | ---------- | ------------------------------------ | --- | --------------------------------------------------------------------- |
| Самодеятельное искусство                     | Театральный журнал                                        | Наркомпрос РСФСР, ЦДСИ им. Н. К. Крупской, Культпроп ЦК ВЛКСМ                                                                  | Москва          | Крестьянская газета                     | 1925—1936       | 1 раз в месяц                     |            | русский                              | «Деревенский театр» (1925—1931), «Искусство массам» (1931), «Самодеятельное искусство» (1932—1934), «Колхозный театр» (1934—1936). |                                                                       |
| Светотехника                                 | Научно-тех. журнал                                        | Минэлектротехпром СССР и Центр. правление НТОЭ                                                                                 | Москва          |                                         | 1932—1939 1955— | 1 раз в 2 месяца                  | 0039-7067  | русский                              | |                                                                       |
| Свиноводство                                 | Научно-произв. журнал-приложение                          | Министерства сельского хозяйства СССР и Центральное правление НТО сельского хозяйства                                          | Москва          | Агропромиздат; ← Колос                  | 1930—           | 1 раз в 2 месяца; ← 1 раз в месяц | 0039-71ЗX  | русский                              | |                                                                       |
| Север                                        | Лит.-худож. и общ.-полит. журнал                          | Союз писателей РСФСР, Союзы писателей Карельской и Коми АССР, Архангельская, Вологодская и Мурманская писательские организации | Петрозаводск    | Карелия                                 | 1940—           | 1 раз в месяц                     | 0131-6222  | русский                              | |                                                                       |
| Сельская молодёжь                            | Молодёжный общ.-полит. и лит.-худож. иллюстр. журнал      | ЦК ВЛКСМ | Москва          | Молодая гвардия                         | 1925—           | 1 раз в месяц                     | 0203-3569  | русский                              | |                                                                       |
| Сельская новь                                | Общ.-полит. и научно-популярный журнал                    | Минсельхоз СССР и ЦК Профсоюза работников сельского хозяйства                                                                  | Москва          | Агропромиздат; ← Колос                  | 1966—           | 1 раз в месяц                     | 0582-5164  | русский                              | Приложения: «Приусадебное хозяйство», «Северные просторы». |                                                                       |
| Сельские зори                                | Научно-производственный журнал                            | Минсельхоз РСФСР | Краснодар       | —                                       | 1958—           | 1 раз в месяц                     | 0131-6273  | русский                              | Издавался для Северного Кавказа и Центрального Черноземья |                                                                       |
| Семья и школа                                | Педагогический журнал для родителей                       | АПН СССР | Москва          | Педагогика                              | 1946—           | 1 раз в месяц                     | 0131-7377  | русский                              | |                                                                       |
| Сибирские огни                               | Лит.-худож. и общ.-полит. журнал                          | Союз писателей РСФСР и Новосибирская писательская организация                                                                  | Новосибирск     | Западно-Сибирское книжное издательство  | 1922—           | 1 раз в месяц                     | 0131-6435  | русский                              | |                                                                       |
| Сибирский вестник сельскохозяйственной науки | Научный журнал                                            | Сибирское отделение ВАСХНИЛ | Новосибирск     | Наука (сибирское отделение)             | 1971—           | 1 раз в 2 месяца                  | 0370-8799  | русский, резюме на английском        | |                                                                       |
| Сибирский математический журнал              | Научный журнал                                            | Сибирское отделение АН СССР | Новосибирск     | Наука (сибирское отделение)             | 1960—           | 1 раз в 2 месяца                  | 0037-4474  | русский                              | |                                                                       |
| Сибирь                                       | Лит.-худож. и общ.-полит. журнал                          | Союз писателей РСФСР и Иркутская писательская организация                                                                      | Иркутск         | Восточно-Сибирское книжное издательство | 1931—           | 1 раз в 2 месяца                  |            | русский                              | |                                                                       |
| Славяне                                      |                                                           | Всеславянский комитет | Москва          | Изд-во Всеславянского комитета          | 1942—1958       | 1 раз в месяц                     |            | русский                              | В 1959 году вместо журнала «Славяне» при ИС АН СССР возник журнал «Советское славяноведение». |                                                                       |
| СКДА — спортивное обозрение                  |                                                           | Спортивный комитет дружественных армий                                                                                         | Москва, Берлин  | Воениздат ГДР                           | 1973—           | 1 раз в квартал                   | 0203-3583  | русский                              | Приложение: к каждому номеру краткое содержание статей на английском, испанском, немецком и французском языках |                                                                       |
| Скорпион                                     | Сатирический журнал                                       | — | Казань          | Издательство Татарского обкома КПСС     | 1956—           | 2 раза в месяц                    | 0134-384X  | русский                              | Дублирующий выпуск татарского сатирического журнала «Чаян» |                                                                       |
| Слово лектора                                | Научно-методический и общ.-полит. журнал                  | Всесоюзное общество «Знание»                                                                                                   | Москва          | Знание                                  | 1968—           | 1 раз в месяц                     | 0131-6605  | русский                              | |                                                                       |
| Смена                                        | Молодёжный лит.-худож. иллюстр. журнал                    | ЦК ВЛКСМ | Москва          | Правда                                  | 1924—           | 2 раза в месяц                    | 0131-6656  | русский                              | |                                                                       |
| Смехач                                       | Сатирический лит.-худож. иллюстр. журнал                  | Гудок Наркомпрос РСФСР | Москва          |                                         | 1924—1930       | 1 раз в неделю                    |            | русский                              | До 1924 — журнал «Дрезина», после 1928 — журнал «Чудак», в 1930 — закрыт и слит с журналом «Крокодил». |                                                                       |
| Совет мәктәбе рус. Советская школа           | Научно-педагог. и метод. журнал                           | Министерство просвещения Татарской АССР                                                                                        | Казань          | —                                       | 1918—           | 1 раз в месяц                     | 0208-1091  | татарский                            | |                                                                       |
| סאָוועטיש הײמלאַנד рус. Советская Родина       | Еврейский лит.-худож. журнал                              | Союз писателей СССР | Москва          | Советский писатель                      | 1961—           | 1 раз в месяц                     | 0134-4315  | идиш, резюме на английском и русском | |                                                                       |
| Советская археология                         | Научный журнал                                            | Институт археологии АН СССР | Москва          |                                         | 1957—           | 1 раз в 3 месяца                  | 0869-6063  | русский                              | С 1936 — непериодический альманах. |                                                                       |
| Советская библиография                       | Научно-практический журнал                                | Госкомиздат СССР, Всесоюзная книжная палата                                                                                    | Москва          | Книга                                   | 1933—           | 1 раз в 2 месяца                  | 0131-6265  | русский                              | |                                                                       |
| Советская женщина                            | Женский общ.-полит. журнал                                | Комитет советских женщин и ВЦСПС                                                                                               | Москва          | «Правда»                                | 1945—           | 1 раз в месяц                     | 0132-2028  | русский                              | Также издавался на английском, немецком, французском, испанском, китайском, корейском, японском, хинди, венгерском, бенгали, арабском, португальском и других языках.                                                                                     |                                                                       |
| Советская милиция                            | Общ.-пол. и научно-методический журнал                    | Министерство внутренних дел СССР                                                                                               | Москва          | —                                       | 1922—           | 1 раз в месяц                     |            | русский                              | Приложение на страницах: нумерованный журнал «Дружинник» (без ISSN). |                                                                       |
| Советская музыка                             | Научно-теоретический и критико-публицист. журнал          | Союз композиторов СССР и Министерство культуры СССР                                                                            | Москва          | Советский композитор                    | 1933—           | 1 раз в месяц                     | 0131-6818  | русский                              | |                                                                       |
| Советская педагогика                         | Научно-теоретический журнал                               | АПН СССР | Москва          | Педагогика                              | 1937—           | 1 раз в месяц                     | 0131-6826  | русский                              | | С 1937 по 1943 — орган Наркомпроса РСФСР; с 1944 по 1966 — АПН РСФСР. |
| Советская потребительская кооперация         | Теоретический и научно-практический журнал                | Центросоюз СССР | Москва          | Экономика                               | 1957—           | 1 раз в месяц                     | 0234-8098  | русский                              | |                                                                       |
| Советская торговля                           | Теоретический и научно-практический журнал                | Министерство торговли СССР | Москва          | Экономика                               | 1927—           | 1 раз в месяц                     | 0371-1927  | русский                              | |                                                                       |
| Советская эстрада и цирк                     | Иллюстрированный журнал                                   | Министерство культуры СССР | Москва          | Искусство                               | 1957—           | 1 раз в месяц                     | 0131-6796  | русский                              | |                                                                       |
| Советская этнография                         | Научный журнал                                            | Институт этнографии им. Н. Н. Миклухо-Маклая                                                                                   | Москва          | Наука                                   | 1926—           | 1 раз в 2 месяца                  | 0038-5050  | русский                              | |                                                                       |
| Советская юстиция                            | Научно-практический журнал                                | Министерство юстиции РСФСР и Верховный Суд РСФСР                                                                               | Москва          |                                         | 1922—1941 1957— | 1 раз в месяц                     | 0131-6761  | русский                              | |                                                                       |
| Советские архивы ← Архивное дело             | Научно-теоретический и научно-практический журнал         | ГАУ при СМ СССР, ИМЛ при ЦК КПСС, Институт истории СССР АН СССР.                                                               | Москва          | —                                       | 1923—           | 1 раз в 2 месяца                  | 0130-3554  | русский, резюме на французском       | |                                                                       |
| Советские профсоюзы                          | Общ.-полит. массовый журнал                               | ВЦСПС | Москва          | Профиздат                               | 1917—           | 2 раза в месяц                    | 0132-1196  | русский                              | |                                                                       |
| Советский балет                              | Научно-теоретический и критико-публицист. иллюстр. журнал | Министерство культуры СССР | Москва          | Известия                                | 1981—           | 1 раз в 2 месяца                  | 0207-4788  | русский                              | |                                                                       |
| Советский воин                               | Военный общ.-полит. и лит.-худож. журнал                  | ГлавПУР СА и ВМФ | Москва          | —                                       | 1919—           | 2 раза в месяц                    | 0134-8140  | русский                              | Приложение: бюллетень «Советский воин». |                                                                       |
| Советский Дагестан                           | Общ.-полит. и лит.-худож. журнал                          | Дагестанский обком КПСС | Махачкала       | —                                       | 1965—           | 1 раз в 2 месяца                  | 0132-120X  | русский                              | |                                                                       |
| Советский коллекционер                       | Филателистический журнал                                  | Всесоюзное общество коллекционеров                                                                                             | Москва          | Советский филателист                    | 1922—1932       | 1 раз в месяц                     |            | русский                              | Основан как журнал «Советский филателист». В 1926—1927 выходил под названием «Советский филателист — Советский коллекционер — Радио Филинтерна». |                                                                       |
| Советский Красный Крест                      | Ежемесячный журнал                                        | Исполком СОКК и КП СССР | Москва          | Медицина; ← [б. и.]                     | 1923—           | 1 раз в месяц                     | 0132-1226  | русский                              | |                                                                       |
| Советский музей                              | Иллюстр. общ.-полит. и научно-метод. журнал               | Наркомпрос РСФСР Минкульт СССР и АН СССР                                                                                       | Москва          | Искусство                               | 1931—1940 1983— | 1 раз в 2 месяца                  | 0208-2403  | русский                              | |                                                                       |
| Советский Союз                               | Иллюстрир. общ.-полит. журнал                             | | Москва          | Правда                                  | 1950—           | 1 раз в месяц                     | 0132-1234  | русский                              | Сменил журнал «СССР на стройке». Также выпускался на других языках и распространялся за рубежом. Имел приложения: «Спорт в СССР» и «Миша». |                                                                       |
| Советский фильм                              | Иллюстрированный журнал                                   | | Москва          | ВО «Совэкспортфильм»                    | 1957—           | 1 раз в месяц                     | 0321-5067  | русский                              | Выходил также на английском (Soviet Film, ISSN 0201-8373), арабском (аль-Фильм ас-Суфьяти, ISSN 0136-6386), испанском (Films soviéticos, ISSN 0132-1242), немецком (Sowjetfilm, ISSN 0132-1250), французском (Le film sovietique, ISSN 0132-1315) языках. |                                                                       |
| Советский экран                              | Критико-публицист. иллюстр. журнал                        | Госкино СССР и Союз кинематографистов СССР                                                                                     | Москва          | Правда                                  | 1925—           | 1 раз в 2 недели                  | 0132-0742  | русский                              | |                                                                       |
| Советский экспорт                            | Рекламный журнал                                          | Минвнешторг СССР | Москва          | Внешторгреклама                         | 1957—1989       | 1 раз в 2 месяца                  |            | русский                              | Выходил на 6 языках и распространялся в 120 странах мира. |                                                                       |
| Советское военное обозрение                  | Военный журнал                                            | МО СССР и ГПУ СА и ВМФ СССР | Москва          | Красная звезда                          | 1965—1989       | 1 раз в месяц                     |            | русский                              | Также выпускался на английском, французском, испанском, португальском, арабском языках и языке дари. |                                                                       |
| Советское государство и право                | Научный журнал                                            | ИГП АН СССР | Москва          | Наука                                   | 1927            | 1 раз в месяц                     | 0132-0769  | русский                              | |                                                                       |
| Советское славяноведение                     | Научный журнал                                            | ИС АН СССР | Москва          |                                         | 1965            | 1 раз в месяц                     |            | русский                              | Также выпускался на английском, французском, испанском, португальском, арабском языках и языке дари. |                                                                       |
| Советское фото                               | Фотожурнал                                                | Союз журналистов СССР | Москва          | Планета                                 | 1926—           | 1 раз в месяц                     | 0371-4284  | русский                              | |                                                                       |
| Современная драматургия                      | Лит.-худож. журнал                                        | Минкульт СССР, Союз писателей СССР, СТД РСФСР                                                                                  | Москва          |                                         | 1982—           | 1 раз в 2 месяца                  | 0207-7698  | русский                              | До 1987 — альманах. |                                                                       |
| Социалистическая реконструкция и наука       | Научно-популяр. и общ.-полит. журнал                      | ЦНИСА и Центехпроп НКТП СССР                                                                                                   | Москва          |                                         | 1931—1936       | 1о раз в 2 год                    |            | русский                              | |                                                                       |
| Социалистическое соревнование                | Общ.-полит. и научно-теоретический журнал                 | ВЦСПС | Москва          | Профиздат                               | 1974            | 1 раз в 2 месяца                  | 0134- 9554 | русский                              | |                                                                       |
| Социальное обеспечение                       | Ежемесячный журнал                                        | Министерство социального обеспечения РСФСР                                                                                     | Москва          | Советская Россия                        | 1926—           | 1 раз в месяц                     | 0132-4609  | русский                              | Приложение: «Ветеран» (нумерованное; без ISSN) |                                                                       |
| Спорт в СССР                                 | Спортивный иллюстр. журнал                                | | Москва          | Правда                                  | 1963—1991       | 1 раз в месяц                     | 0132-196X  | русский                              | Приложение к журналу «Советский Союз». Также выпускался на 5 языках и распространялся за рубежом. |                                                                       |
| Спортивная жизнь России                      | Спортивный и общ.-полит. журнал                           | Комитет по физической культуре и спорту при Совете Министров РСФСР                                                             | Москва          | Советская Россия                        | 1957—           | 1 раз в месяц                     | 0131-9612  | русский                              | |                                                                       |
| Спортивные игры                              | Спортивно-методический журнал                             | Комитет по физической культуре и спорту при Совете министров СССР                                                              | Москва          | Физкультура и спорт                     | 1955—           | 1 раз в месяц                     | 0131-9604  | русский                              | |                                                                       |
| Спутник                                      | Иллюстр. дайджест                                         | АПН «Новости» | Москва          |                                         |                 |                                   | 0131-8748  | русский                              | Также выпускался на английском, французском, испанском, португальском, немецком, чешском, венгерском, хинди и греческом языках. |                                                                       |
| Спутник агитатора; ← Блокнот агитатора       | Политико-просветительный журнал                           | Отдел пропаганды и агитации Кировского обкома КПСС                                                                             | Киров           | Кировская правда                        | 1940—           | 2 раза в месяц                    | 0131-8764  | русский                              | |                                                                       |
| Среднее специальное образование              | Научно-методический журнал                                | Министерство высшего и среднего специального образования СССР                                                                  | Москва          | Высшая школа                            | 1954—           | 1 раз в месяц                     | 0131-9590  | русский                              | |                                                                       |
| СССР на стройке                              | Иллюстр. журнал новостей и пропаганды                     | | Москва          | Изобразительное искусство               | 1930—1941 1949  | 1 раз в месяц                     |            | русский                              | Журнал был ориентирован прежде всего на иностранную аудиторию и выходил на 5 языках. С 1950 года стал выходить под названием «Советский Союз». |                                                                       |
| Станки и инструмент                          | Научно-техн. и произв. журнал                             | Минстанкоинструментпром СССР и Центральное правление НТОМП                                                                     | Москва          | —                                       | 1930—           | 1 раз в месяц                     | 0038-9811  | русский                              | С 1959 издаётся в Великобритании на англ. яз. (Machines and Tooling). |                                                                       |
| Степные просторы                             | Научно-производственный журнал                            | Минсельхоз РСФСР | Саратов         | —                                       | 1955—           | 1 раз в месяц                     | 0131-9140  | русский                              | Издавался для Поволжья |                                                                       |
| Стоматология                                 | Научный журнал                                            | | Москва          |                                         | 1922—           | 1 раз в 2 месяца                  | 0039-1735  | русский                              | |                                                                       |
| Строительные материалы                       | Научно-тех. и произв. журнал                              | Минпромстройматериалов СССР | Москва          |                                         | 1955—           | 1 раз в месяц                     |            | русский                              | |                                                                       |
| Студенческий меридиан ← Красная молодёжь     | Молодёжный общ.-полит. и лит.-худож. журнал               | ЦК ВЛКСМ и Министерство высшего и среднего специального образования СССР                                                       | Москва          | Молодая гвардия                         | 1924—           | 1 раз в месяц                     | 0321-3803  | русский                              | |                                                                       |
| Судебно-медицинская экспертиза               | Научно-практический журнал                                | Минздрав СССР | Москва          |                                         | 1958—           | 1 раз в 2 месяца                  | 0039-4521  | русский                              | |                                                                       |
| Сятко рус. Искра                             | Лит.-худож. и общ.-полит. журнал                          | Союз писателей Мордовской АССР                                                                                                 | Саранск         | —                                       | —               | 1 раз в 2 месяца                  | 0207-1894  | эрзянский                            | Приложение: вкладка-журнал для детей «Пионерэнь вайгель» (с мокш. — «Голос пионера»; без ISSN). |                                                                       |
| Судостроение                                 | Научно-техн. журнал                                       | Министерство судостроительной промышленности СССР                                                                              | Санкт-Петербург |                                         | 1925—           | 1 раз в 2 месяца                  | 0039-4580  | русский                              | |                                                                       |

### Т
| Название                                                                  | Тип                                                      | Ответственный                                                                        | Город издания   | Издательство                                     | Годы издания    | Периодичность                  | ISSN      | Язык               | Примечание |
| ------------------------------------------------------------------------- | -------------------------------------------------------- | ------------------------------------------------------------------------------------ | --------------- | ------------------------------------------------ | --------------- | ------------------------------ | --------- | ------------------ | --- |
| Табак                                                                     | Научно-техн. и произв. журнал                            | Минприщепром СССР, Минсельхоз СССР, Центральное правление НТО пищевой промышленности | Москва          | Агропромиздат; ← Лёгкая и пищевая промышленность | 1930—           | 1 раз в квартал                | 0039-873X | русский            | |
| Тӑван Атӑл рус. Родная Волга                                              | Лит.-худож. и общ.-полит. журнал                         | Союз писателей Чувашии                                                               | Чебоксары       | Издательство Чувашского обкома КПСС              | 1931—           | 1 раз в месяц                  | 0206-4251 | чувашский          | |
| Танкист                                                                   | Военный популярный журнал                                | МО СССР                                                                              | Москва          | Воениздат                                        | 1942—1960       | 1 раз в месяц                  |           | русский            | |
| Татарстан коммунисты рус. Коммунист Татарии                               | Полит. и теоретический журнал                            | Татарский обком КПСС                                                                 | Казань          | Издательство Татарского обкома КПСС              | 1920—1941 1958— | 1 раз в месяц                  | 0132-3644 | татарский          | Выходил также на русском языке: «Коммунист Татарии». |
| Творчество                                                                | Критико-теоретический журнал                             | Союз художников СССР                                                                 | Москва          | Советский художник                               | 1957—           | 1 раз в месяц                  | 0131-6877 | русский            | Специализировался на вопросах теории и критики изобразительного искусства.                                                                                         |
| Театр                                                                     | Театральный журнал                                       | Союз писателей СССР и Минкульт СССР                                                  | Москва          | Известия                                         | 1937—           | 1 раз в месяц                  | 0131-6885 | русский            | |
| Театральная жизнь                                                         | Театральный массовый иллюстр. журнал                     | Минкульт РСФСР, Всероссийское театральное общество, Союза писателей РСФСР            | Москва          | Советская Россия                                 | 1958—           | 1 раз в 2 недели               | 0131-6915 | русский            | |
| Театральная неделя                                                        | Театральный журнал                                       | Глав. управ. театров Комитета по делам искусства при СНК СССР                        | Москва          | Искусство                                        | 1937—1941       | 1 раз в 10 дней 1 раз в неделю |           | русский            | С 1937 года — «Театральная декада», с 1938 — «Декада московских зрелищ», с 1940 — «Театральная неделя». Приложение: «Программы московских театров».                |
| Теегин герл рус. Свет в степи                                             | Лит.-худож. и общ.-полит. журнал                         | Союз писателей Калмыцкой АССР                                                        | Элиста          | Калмыцкое книжное издательство                   | 1981—           | 1 раз в 2 месяца               | 0208-1121 | калмыцкий, русский | |
| Телевидение. Радиовещание                                                 | Лит.-критический и теоретический иллюстр. журнал         | Гостелерадио                                                                         | Москва          | —                                                | 1952—           | 1 раз в месяц                  | 0131-694X | русский            | Приложение: «Экран-эфир» (ненумерованное). |
| Телеграфия и телефония без проводов                                       | Научно-техн. журнал                                      | НРЛ                                                                                  | Нижний Новгород | Тип. НРЛ                                         | 1919—1929       |                                |           | русский            | |
| Теория и практика физической культуры                                     | Научно-теоретический журнал                              | Госкомспорт СССР                                                                     | Москва          | Физкультура и спорт                              | 1925—           | 1 раз в месяц                  | 0040-3601 | русский            | |
| Техника и вооружение                                                      | Военно-техн. журнал                                      | МО СССР                                                                              | Москва          | Воениздат                                        | 1925—1940 1960— | 1 раз в месяц                  |           | русский            | |
| Техника кино и телевидения                                                | Научно-технический журнал                                | Госкино СССР                                                                         | Москва          | Искусство                                        | 1957—           | 1 раз в месяц                  | 0040-2249 | русский            | |
| Техника — молодёжи                                                        | Молодёжный общ.-полит., научно-худож. и производ. журнал | ЦК ВЛКСМ                                                                             | Москва          | Молодая гвардия                                  | 1933—           | 1 раз в месяц                  | 0320-331X | русский            | |
| Техника средств связи                                                     | Научно-техн. журнал                                      | Минпромсвязи СССР                                                                    | Москва          |                                                  | 1975—           | 1 раз в месяц                  | 2782-2141 | русский            | Преемник журналов «Вопросы радиоэлектроники. Серия: Техника проводной связи» и «Вопросы специальной радиоэлектроники. Серия: Техника проводной связи» (1959—1975). |
| Тихоокеанская геология англ. The Pacific Geology                          | Научный журнал                                           | Дальневосточный научный центр АН СССР                                                | Новосибирск     | Наука (сибирское отделение)                      | 1982—           | 1 раз в 2 месяца               | 0207-4028 | русский            | |
| Трезвость и культура                                                      | Антиалкогольный обществ.-полит. науч.-попул. журн.       | Всесоюзное общество трезвости и здоровья                                             | Москва          | Профиздат                                        | 1986—           |                                | 0234-6192 | русский            | Преемник журнала общества борьбы с алкоголизмом «Трезвость и культура» (1928—1932).                                                                                |
| Тридцать дней                                                             | Худож.-лит., общ. и научно-популяр. иллюстр. журнал      |                                                                                      | Москва          | Земля и фабрика Гослитиздат                      | 1925—1941       | 1 раз в месяц                  |           | русский            | |
| Труды ЦНИИ им. ак. А. Н. Крылова                                          | Научно-техн. журнал                                      | ЦНИИ им. ак. А. Н. Крылова                                                           | Санкт-Петербург | Судостроение                                     | 1941—           | 1 раз в 3 месяца               | 2542-2324 | русский            | Один из ведущих советских научных журналов в области судостроения.                                                                                                 |
| Труды Института истории, археологии и этнографии народов Дальнего Востока | Научный журнал                                           | Институт истории, археологии и этнографии народов Дальнего Востока                   | Владивосток     |                                                  | 1959—           | 1 раз в 3 месяца               | 2658-5960 | русский            | |
| Труды Математического института имени В. А. Стеклова                      | Научный журнал                                           | МИАН                                                                                 | Москва          |                                                  | 1931—           | 1 раз в 3 месяца               | 0371-9685 | русский            | На английском издаётся под названием Proceedings of the Steklov Institute of Mathematics.                                                                          |
| Труды по прикладной ботанике, генетике и селекции                         | Научный журнал                                           | ВНИИР                                                                                | Санкт-Петербург |                                                  | 1908—           | 1 раз в 2 месяца               | 2227-8834 | русский            | |
| Турист ← На суше и на море                                                | Иллюстрированный журнал                                  | ВЦСПС                                                                                | Москва          | Профиздат                                        | 1929—           | 1 раз в месяц                  | 0131-7040 | русский            | |
| Тыл и снабжение Советских Вооружённых Сил                                 | Военный журнал о тыле и снабжении                        | МО СССР                                                                              | Москва          | Воениздат                                        | 1940—           | 1 раз в месяц                  | 0134-9252 | русский            | |

### У
| Название                                                 | Тип                                                          | Ответственный | Город издания | Издательство                          | Годы издания | Периодичность    | ISSN      | Язык    | Примечание |
| -------------------------------------------------------- | ------------------------------------------------------------ | --- | ------------- | ------------------------------------- | ------------ | ---------------- | --------- | ------- | --- |
| Урал                                                     | Лит.-худож. и общ.-полит. журнал                             | Союз писателей РСФСР, Свердловская, Пермская, Челябинская, Тюменская, Оренбургская, Курганская, Башкирская и Удмуртская писательские организации | Екатеринбург  | Средне-Уральское книжное издательство | 1958—        | 1 раз в месяц    | 0130-5409 | русский | |
| Уральские нивы                                           | Научно-производственный журнал                               | Министерство сельского хозяйства РСФСР | Екатеринбург  | —                                     | 1963—        | 1 раз в месяц    | 0130-5417 | русский | Издавался для Башкирской АССР, Удмуртской АССР, Курганской, Оренбургской, Пермской, Свердловской, Тюменской, Челябинской областей |
| Уральский следопыт                                       | Лит.-худож. и научно-популярный журнал для детей и юношества | Союз писателей РСФСР, Свердловская писательская организация и Свердловский обком ВЛКСМ                                                           | Екатеринбург  | Средне-Уральское книжное издательство | 1958—        | 1 раз в месяц    | 0134-241X | русский | |
| Успехи математических наук                               | Научный журнал                                               | АН СССР и ММО | Москва        | —                                     | 1960—        | 1 раз в 2 месяца | 0042-1316 | русский | С 1960 года выходит английская версия Russian Mathematical Surveys                                                                |
| Успехи современной биологии                              | Научный журнал                                               | | Москва        | —                                     | 1932—        | 1 раз в месяц    | 0042-1324 | русский | Общетеоретический обзорный журнал в области биологических наук                                                                    |
| Успехи физических наук                                   | Научный журнал                                               | | Москва        | —                                     | 1918—        | 1 раз в месяц    | 0042-1294 | русский | С 1958 года выходит англоязычная версия Physics-Uspekhi (Advances in Physical Sciences).                                          |
| Успехи химии                                             | Научный журнал                                               | | Москва        | —                                     | 1932—        | 1 раз в месяц    | 0044-460X | русский | Издаётся англоязычная версия под названием Russian Chemical Reviews                                                               |
| Учёные записки Казанского университета                   | Научный журнал                                               | Казанский государственный университет | Казань        | —                                     | 1925—1971    |                  |           | русский | Преемник дореволюционного журнала (1834—1917).                                                                                    |
| Учёные записки Московского государственного университета | Научный журнал                                               | МГУ | Москва        | Издательство МГУ                      | 1922—        | 1 раз в месяц    |           | русский | |

### Ф
| Название                                                                                           | Тип                                       | Ответственный                                                     | Город издания   | Издательство                                         | Годы издания | Периодичность    | ISSN      | Язык                          | Примечание                                                                                         |
| -------------------------------------------------------------------------------------------------- | ----------------------------------------- | ----------------------------------------------------------------- | --------------- | ---------------------------------------------------- | ------------ | ---------------- | --------- | ----------------------------- | -------------------------------------------------------------------------------------------------- |
| Фармакология и токсикология                                                                        | Научный журнал                            | АМН СССР                                                          | Москва          |                                                      | 1938—        | 1 раз в месяц    | 0869-2092 | русский                       | |
| Фармация                                                                                           | Научно-практический журнал                |                                                                   | Москва          |                                                      | 1952—        | 8 раз в год      | 0367-3014 | русский                       | |
| Фельдшер и акушерка                                                                                | Медицинский научно-практический журнал    | Минздрав СССР и Минздрав РСФСР                                    | Москва          |                                                      | 1936         | 1 раз в месяц    |           | русский                       | |
| Физика в школе                                                                                     | Научно-методический журнал                | Министерство просвещения СССР                                     | Москва          | Педагогика                                           | 1934         | 1 раз в 2 месяца | 0130-5522 | русский                       | |
| Физика горения и взрыва англ. The Physics of Combustion and Explosion                              | Научный журнал                            | Сибирское отделение АН СССР                                       | Новосибирск     | Наука (сибирское отделение)                          | 1965—        | 1 раз в 2 месяца | 0430-6228 | русский                       | |
| Физика и техника полупроводников                                                                   | Научный журнал                            |                                                                   | Санкт-Петербург |                                                      | 1967         | 1 раз в месяц    | 0015-3222 | русский                       | |
| Физика металлов и металловедение                                                                   | Научный журнал                            | Институт физики металлов                                          | Екатеринбург    | Наука                                                | 1955         | 1 раз в месяц    | 0015-3230 | русский                       | С 1960-х годов издаётся на английском языке под названием The Physics of Metals and Metallography. |
| Физика элементарных частиц и атомного ядра англ. Physics of Elementary Particles and Atomic Nuclei | Научный журнал                            | Объединённый институт ядерных исследований                        | Москва          | Энергоатомиздат; ← Атомиздат; ← Энергоиздат          | 1970—        | 1 раз в 2 месяца | 0367-2026 | русский                       | |
| Физико-технические проблемы разработки полезных ископаемых                                         | Научный журнал                            | Сибирское отделение АН СССР                                       | Новосибирск     | Наука (сибирское отделение)                          | 1965—        | 1 раз в 2 месяца | 0015-3273 | русский                       | |
| Физиологический журнал СССР                                                                        | Научный журнал                            | АН СССР                                                           | Санкт-Петербург |                                                      | 1917—        | 1 раз в месяц    | 0869-8139 | русский                       | |
| Физиология человека                                                                                | Научный журнал                            | АН СССР                                                           | Москва          | Наука                                                | 1975—        | 1 раз в 2 месяца | 0131-1646 | русский                       | С 1975 года выходит английская версия Human Physiology.                                            |
| Физическая культура в школе                                                                        | Учебно-методический журнал                | Министерство просвещения СССР                                     | Москва          | Педагогика                                           | 1958—        | 1 раз в месяц    | 0130-5581 | русский                       | |
| Физкультура и спорт                                                                                | Популярный иллюстрированный журнал        | Комитет по физической культуре и спорту при Совете министров СССР | Москва          | Физкультура и спорт                                  | 1922—        | 1 раз в месяц    | 0130-5670 | русский                       | |
| Филателия СССР                                                                                     | Научно-популярный иллюстрированный журнал | Министерство связи СССР и Всесоюзное общество филателистов        | Москва          | Центральное филателистическое агентство «Союзпечать» | 1966—        | 1 раз в месяц    | 0130-5689 | русский, резюме на английском | |
| Философские науки                                                                                  | Научный журнал                            | Министерство высшего образования СССР                             | Москва          | Высшая школа                                         | 1958—        | 1 раз в месяц    | 0235-1188 | русский                       | |
| Функциональный анализ и его приложения                                                             | Научный журнал                            | АН СССР                                                           | Москва          | Наука                                                | 1967—        | 1 раз в 3 месяца | 0374-1990 | русский                       | |

### Х
| Название                              | Тип                                              | Ответственный | Город издания | Издательство                         | Годы издания     | Периодичность    | ISSN      | Язык       | Примечание |
| ------------------------------------- | ------------------------------------------------ | --- | ------------- | ------------------------------------ | ---------------- | ---------------- | --------- | ---------- | --- |
| Хатӗр пул рус. Будь готов             | Детский журнал                                   | Чувашский обком ВЛКСМ, Областной совета Всесоюзной пионерской организации им. В. И. Ленина и Союз писателей Чувашской АССР | Чебоксары     | Издательство Чувашского обкома КПСС  | 1929—1941, 1976— | 1 раз в месяц    | 0207-8787 | чувашский  | |
| Химическая физика                     | Научный журнал                                   | АН СССР | Москва        | Наука                                | 1982—            | 1 раз в месяц    | 0207-401X | русский    | |
| Химия в школе                         | Научно-методический журнал                       | Министерство просвещения СССР                                                                                              | Москва        | Педагогика                           | 1937—            | 1 раз в 2 месяца | 0368-5632 | русский    | |
| Химия и жизнь                         | Научно-популярный журнал                         | Академия наук СССР | Москва        | Наука                                | 1965—            | 1 раз в месяц    | 0130-5972 | русский    | |
| Хирургия. Журнал имени Н. И. Пирогова | Медицинский научный журнал                       | Минздрав СССР и Всесоюзное научное общество хирургов                                                                       | Москва        |                                      | 1925—            | 1 раз в месяц    | 0023-1207 | русский    | |
| Холодильная техника                   | Научно-техн. и произв. журнал                    | Минмясомолпром СССР | Москва        |                                      | 1923—            | 1 раз в месяц    | 0023-1207 | русский    | |
| Хочу всё знать                        | Научно-популяр. и техн. журнал                   | Рабочая газета | Москва        |                                      | 1923—1932        | разная           |           | русский    | Объединён с журналом «Овладеем техникой» (с 1933 — «Изучай технику»). |
| Хотугу сулус рус. Полярная звезда     | Лит.-худож. и общ.-полит. журнал                 | Союз писателей Якутской АССР                                                                                               | Якутск        | —                                    | 1926—            | 1 раз в месяц    | 0202-0459 | якутский   | Выходил также на русском языке: «Полярная звезда». |
| Художник                              | Ежемесячный журнал                               | Союз художников РСФСР | Москва        | —                                    | 1958—            | 1 раз в месяц    | 0131-7555 | русский    | |
| Хэнэк рус. Вилы                       | Литературно-художественный журнал сатиры и юмора | Башкирский обком КПСС | Уфа           | Издательство Башкирского обкома КПСС | 1925—1927 1956—  | 2 раза в месяц   | 0208-094X | башкирский | Издавался на татарском языке с 1925 по 1937 год под названием «Яна авыл сэнэге», затем коротко «Сэнэк» («Вилы») как приложение к газете «Яна авыл» («Новая деревня»). С 1956 года начал выходить под названиемм «Хэнэк» на башкирском языке. |

### Ц
| Название        | Тип                                            | Ответственный    | Город издания | Издательство | Годы издания | Периодичность                  | ISSN      | Язык    | Примечание |
| --------------- | ---------------------------------------------- | ---------------- | ------------- | ------------ | ------------ | ------------------------------ | --------- | ------- | ---------- |
| Цветные металлы | Металлургический научно-техн. и произв. журнал | Минцветмет СССР  | Москва        | Металлургия  | 1926—        | 1 раз в месяц                  | 0372-2929 | русский |            |
| Цветоводство    | Иллюстр. массово-произв. журнал                | Госагропром СССР | Москва        |              | 1958—        | 1 раз в месяц 1 раз в 2 месяца | 0041-4905 | русский |            |

### Ч
| Название                          | Тип                              | Ответственный                             | Город издания                       | Издательство                      | Годы издания    | Периодичность                | ISSN      | Язык                                        | Примечание |
| --------------------------------- | -------------------------------- | ----------------------------------------- | ----------------------------------- | --------------------------------- | --------------- | ---------------------------- | --------- | ------------------------------------------- | --- |
| Чаян рус. Скорпион                | Сатирический лит.-худож. журнал  | Казань                                    | Издательство Татарского обкома КПСС | 1923—                             | 2 раза в месяц  | 0136-7110                    | татарский | Выходил также на русском языке: «Скорпион». | |
| Человек и закон                   | Научно-популярный журнал         | Министерство юстиции СССР                 | Москва                              | Правда; ← Известия                | 1971—           | 1 раз в месяц                | 0132-0831 | русский                                     | |
| Чёрные металлы                    | Металлургический журнал          | Stahl und Eisen                           | Москва                              | Металлургия                       | 1961—           | 2 раза в месяц 1 раз в месяц | 0132-0831 | русский                                     | Советское издание немецкого металлургического журнала «Stahl und Eisen» («Сталь и железо»).                     |
| ЧИЖ                               | Детский журнал                   |                                           | Санкт-Петербург                     | Детский отдел Ленгиза ДетГИЗ      | 1930—1941       | 1 раз в месяц                |           | русский                                     | Журнал для самой младшей возрастной группы читателей. Первоначально приложение к журналу «Ёж».                  |
| Чилисема с эрз. — «Восход солнца» | Детско-юношеский иллюстр. журнал |                                           | Саранск                             |                                   | 1931—1941 1988— | 1 раз в месяц                | 0869—5016 | эрзянский                                   | С 1964 года — детский раздел-вкладыш в журнале «Сятко». С 1972 года — отдельное приложение к журналу.           |
| Что читать                        | Критико-библиограф. журнал       | Наркомпрос РСФСР ГБЛ                      | Москва                              |                                   | 1936—1941       | 1 раз в месяц                |           | русский                                     | Предшественник журнала «В мире книг».                                                                           |
| Чушканзі рус. Оса                 | Журнал сатиры и юмора;           | —                                         | Сыктывкар                           | Издательство Коми обкома КПСС     | 1957—           | 1 раз в месяц                | 0207-4036 | коми, русский                               | |
| ЧӀавалачин рус. Соколёнок         | Детский журнал                   | Союз писателей и Дагестанский обком ВЛКСМ | Махачкала                           | Дагестанское книжное издательство | 1980—           | 1 раз в месяц                | 0206-7986 | лакский                                     | Выходил также на аварском («Лачен»), даргинском («Лачин»), кумыкском («Къарчыгъа»), лезгинском («Кард») языках. |

### Ш
| Название             | Тип                                   | Ответственный                 | Город издания | Издательство        | Годы издания | Периодичность | ISSN      | Язык    | Примечание |
| -------------------- | ------------------------------------- | ----------------------------- | ------------- | ------------------- | ------------ | ------------- | --------- | ------- | ---------- |
| Шахматный бюллетень  | Шахматный учебно-методический журнал  | Шахматная федерация СССР      | Москва        | Физкультура и спорт | 1955—        | 1 раз в месяц | 0037-3230 | русский |            |
| Шахматы в СССР       | Шахматный научно-поп. иллюстр. журнал | Шахматная федерация СССР      | Москва        | Физкультура и спорт | 1921—        | 1 раз в месяц | 0132-0947 | русский |            |
| Школа и производство | Научно-методический журнал            | Министерство просвещения СССР | Москва        | Педагогика          | 1957—        | 1 раз в месяц | 0037-4024 | русский |            |

### Э
| Название                                           | Тип                                | Ответственный                                  | Город издания   | Издательство                | Годы издания    | Периодичность    | ISSN      | Язык                 | Примечание                                                                          |
| -------------------------------------------------- | ---------------------------------- | ---------------------------------------------- | --------------- | --------------------------- | --------------- | ---------------- | --------- | -------------------- | ----------------------------------------------------------------------------------- |
| Экономика и математические методы                  | Научный журнал                     | АН СССР                                        | Москва          |                             | 1965—           | 1 раз в 3 месяца | 0424-7388 | русский              |                                                                                     |
| Экономика и организация промышленного производства | Научный журнал                     | Сибирское отделение АН СССР                    | Новосибирск     | Наука (сибирское отделение) | 1970—           | 1 раз в месяц    | 0131-7652 | русский              |                                                                                     |
| Экология                                           | Научный журнал                     | АН СССР                                        | Екатеринбург    | Наука                       | 1970—           | 1 раз в 2 месяца | 0367-0597 | русский              |                                                                                     |
| Электрическая и тепловозная тяга                   | Массовый произв.-техни. журнал     | Министерство путей сообщения СССР              | Москва          | Транспорт                   | 1957—           | 1 раз в месяц    | 0422-9274 | русский              |                                                                                     |
| Электросвязь                                       | Научно-техн. журнал                | Наркомсвязь СССР Минсвязь СССР                 | Санкт-Петербург |                             | 1933—1941 1956— | 1 раз в месяц    | 0013-5771 | русский              | Начал выходить как «Научно-техн. сборник».                                          |
| Электричество                                      | Научно-техн. и практический журнал | АН СССР, ГКНТ и Центральное правление НТОЭиЭП. | Москва          |                             | 1921—           | 1 раз в месяц    | 0013-5380 | русский              | Преемник одноимённого дореволюционного журнала (1880—1918).                         |
| Электротехника                                     | Научно-техн. и практический журнал | АН СССР, ГКНТ и Центральное правление НТОЭиЭП. | Москва          | Энергия                     | 1930—           | 1 раз в месяц    | 0013-5860 | русский              | С 1930 по 1963 — «Вестник электропромышленности».                                   |
| Ӏуащхьэльахуэ рус. Эльбрус                         | Лит.-худож. и общ.-полит. журнал   | Союз писателей Кабардино-Балкарской АССР       | Нальчик         | Эльбрус                     | 1958—           | 1 раз в 2 месяца | 0206-5266 | кабардино-черкесский | Выходил также на балкарском языке: «Минги тау».                                     |
| Энтомологическое обозрение                         | Научный журнал                     | АН СССР, ВЭО                                   | Москва          | Наука                       | 1922—           | 1 раз в 3 месяца | 0367-1445 | русский              | Преемник дореволюционного журнала «Русское энтомологическое обозрение» (1901—1918). |
| Этнографическое обозрение                          | Научный журнал                     | ИЭ АН СССР                                     | Москва          | Наука                       | 1930—           | 1 раз в 2 месяца | 0869-5415 | русский              | Преемник дореволюционного журнала ИОЛЕАЭ (1889—1916).                               |
| Эхо планеты                                        | Новостной общ.-полит. журнал       | ТАСС                                           | Москва          |                             | 1988            | 1 раз в неделю   | 0234-1670 | русский              |                                                                                     |

### Ю
| Название        | Тип                                          | Ответственный                                            | Город издания | Издательство               | Годы издания     | Периодичность | ISSN      | Язык    | Примечание                                 |
| --------------- | -------------------------------------------- | -------------------------------------------------------- | ------------- | -------------------------- | ---------------- | ------------- | --------- | ------- | ------------------------------------------ |
| Юность          | Молодёжный лит.-худож. и общ.-полит. журнал  | Союз писателей СССР                                      | Москва        | Правда                     | 1955—            | 1 раз в месяц | 0132-2036 | русский |                                            |
| Юный натуралист | Детский научно-поп. журнал                   | ЦК ВЛКСМ и ЦС ВПО им. В. И. Ленина                       | Москва        | Молодая гвардия; ← [б. и.] | 1928—            | 1 раз в месяц | 0205-5767 | русский |                                            |
| Юный техник     | Детский популярный научно-технический журнал | ЦК ВЛКСМ и ЦС ВПО им. В. И. Ленина                       | Москва        | Молодая гвардия            | 1956—            | 1 раз в месяц | 0131-1417 | русский | Приложение: бюллетень «ЮТ для умелых рук». |
| Юный художник   | Детский худож. журнал                        | Союз художников СССР, Академия художеств СССР и ЦК ВЛКСМ | Москва        | —                          | 1936—1941, 1978— | 1 раз в месяц | 0205-5791 | русский |                                            |

### Я
| Название                                      | Тип                                              | Ответственный                                                                   | Город издания | Издательство                        | Годы издания    | Периодичность  | ISSN      | Язык       | Примечание |
| --------------------------------------------- | ------------------------------------------------ | ------------------------------------------------------------------------------- | ------------- | ----------------------------------- | --------------- | -------------- | --------- | ---------- | --- |
| Ядерная физика                                | Научный журнал                                   | Отделение ядерной физики АН СССР                                                | Москва        | Наука                               | 1965—           | 1 раз в месяц  | 0044-0027 | русский    | С 1965 года в США издаётся английская версия журнала. |
| Ялав рус. Знамя                               | Иллюстр. лит.-худож. и общ.-полит. журнал        | Союз писателей Чувашии                                                          | Чебоксары     | Издательство Чувашского обкома КПСС | 1924—           | 1 раз в месяц  | 0206-4268 | чувашский  | |
| Ялкын рус. Пламя                              | Ежемесячный журнал                               | Татарский обком ВЛКСМ и Республиканский совет Всесоюзной пионерской организации | Казань        | Издательство Татарского обкома КПСС | 1924—           | 1 раз в месяц  | 0206-4200 | татарский  | |
| Якстерь тяштеня с мокш. — «Красная звёздочка» | Детский журнал                                   |                                                                                 | Саранск       |                                     | 1932—1941 1988— | 1 раз в месяц  | 0206-4268 | мокшанский | Журнал для детей дошкольного и младшего школьного возраста на мокшанском языке. Первоначально издавался под названием «Якстерь галстук» (с мокш. — «Красный галстук»). |
| 64 — Шахматное обозрение                      | Массовый иллюстрированный спортивно-методический | Спорткомитет СССР                                                               | Москва        | Советский спорт                     | 1968—           | 2 раза в месяц | 0205-8316 | русский    | Приложение на страницах: ненумерованная газета «По стране советской».                                                                                                  |